# Histoire du vol en planeur
L'histoire du vol en planeur est l'évolution d'un moyen de déplacement aérien civil ou militaire qui s'inscrit dans celle de l'aviation, depuis les premières expériences de vol plané et de vol à voile jusqu'aux derniers perfectionnements des planeurs de performance.

## Histoire ancienne
Ne réalisant pas les possibilités du vol plané ou du vol à voile, les hommes ont essayé de voler par la force musculaire, et ont dépensé de leur temps et de leur ingéniosité dans des dispositifs de battement d'ailes. Plus tard, lorsque cette méthode sera discréditée, les progrès pratiques seront retardés par la fausse croyance qu'un moteur est indispensable au vol humain.
Les premiers jalons de l'histoire du vol à voile remontent à plusieurs milliers d'années, jusqu'au cerf-volant, le premier aéronef fabriqué par l'homme, et les mythologies sumériennes et grecques, qui ont exprimé le rêve humain de voler, avec des personnages tels que le berger Etana. Au Ier siècle av. J.-C., Ovide a documenté la légende grecque de Dédale et d'Icare dans son ouvrage Métamorphoses, qui avaient tenté de fuir la Crète vers la Sicile avec des ailes faites de plumes d'oiseaux collées par de la cire. Au IIe siècle de notre ère, Aulu-Gelle décrit la colombe d'Archytas dans sa compilation Noctes Atticae, une réplique en bois d'une colombe capable de voler qu'Archytas de Tarente apporta à Archytas dès le IVe siècle. Abbas ibn Firnas, un érudit andalou d'origine berbère, aurait réussi à planer près de Cordoue en 875. Cependant, la seule déclaration pertinente provient d'un auteur du XVIIe siècle, Al Maqqari. Selon une tradition de l'historien Guillaume de Malmesbury (vers 1080/1095-1143), le moine bénédictin Eilmer de Malmesbury aurait rapporté un vol plané de 200 m pour la période 1000-1010. Cependant, comme pour Abbas, il aurait été grièvement blessé. Les prévisions pour le développement des machines volantes peuvent être trouvées dès le XIIIe siècle dans les écrits du franciscain anglais Roger Bacon (1219-1294).

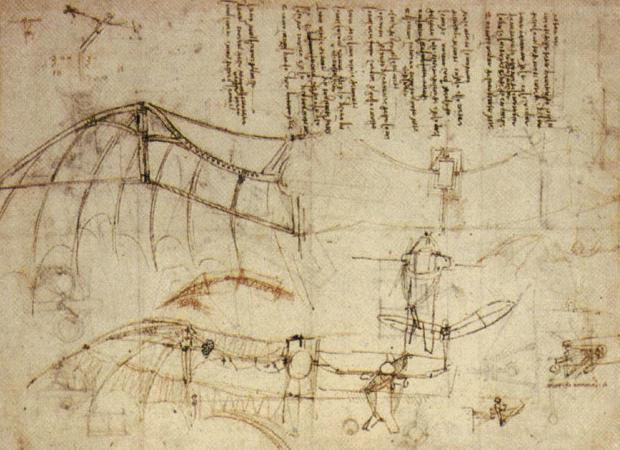
Dessins de Léonard de Vinci, Codex sur le vol des oiseaux, 1505.

Au-delà du Codex sur le vol des oiseaux, la somme de connaissances de Léonard de Vinci (1452-1519) sur le vol des oiseaux et les possibilités du vol humain, il avait aussi produit un grand traité sur le vol, divisé en quatre volumes, dont le premier aurait dû traiter du vol par battement d'aile ; le second du vol sans battement, à la faveur du vent ; le troisième du vol en commun, comme pour les oiseaux, les chauves-souris, les poissons, les animaux et les insectes ; le dernier du mouvement instrumental. La pensée pratique de da Vinci se serait développée en trois temps, imaginant une machine qui bat des ailes par la seule force musculaire des bras ; constatant que la force humaine seule n'est pas suffisante pour mouvoir les ailes, il aurait imaginé les système d'ingénierie basés sur la poulie et les engrenage pour dupliquer la force humaine (le « Grande Nibbio », à l'image du Milan royal, tout en gardant la conformations des ailes des chauves-souris) ; réalisant que les connaissances techniques de son temps ne permettraient pas de réaliser de tels systèmes il est passé à une structure à voilure fixe qui lui permettrait de réaliser des vols planés à la manière des oiseaux ; une expérience réelle aurait été réalisée par Tommaso Masini (it) depuis le Monte Ceceri (it) où il se serait cassé les jambes,. Ce n'est qu'à la fin du XIXe et au début du XXe siècle, que les conceptions de da Vinci sont redécouvertes, mais elles n'ont aucune influence révolutionnaire sur le développement des premiers avions. Cependant, on suppose que Salomon Idler (en), le cordonnier d'Augsbourg, aurait eu à sa disposition les plans de Léonard lorsqu'il a construit sa machine volante.
En 1807, l'horloger Jakob Degen construit une machine volante avec des ailes mobiles qui est alimentée par la force musculaire. Degen reconnait que la flottabilité qui pouvait être obtenue de cette manière n'est pas suffisante et ajoute un ballon d'hydrogène pour obtenir environ la moitié de la flottabilité nécessaire. Le 13 novembre 1808, il réussit le premier vol libre contrôlé au-dessus du Prater de Vienne. De 1810 à 1811, Albrecht Ludwig Berblinger, le tailleur d'Ulm, construit un planeur qui se porte. Cependant, lors d'une représentation publique sur le Danube, il tombe dans le fleuve et devient la risée du peuple. On suppose que son appareil était un hängegleiter en état de navigabilité. En 1842, l'ingénieur anglais William Samuel Henson (1805-1885) dépose un brevet pour un projet d'avion motorisé (principe du cerf-volant), incapable de voler.

## Histoire moderne

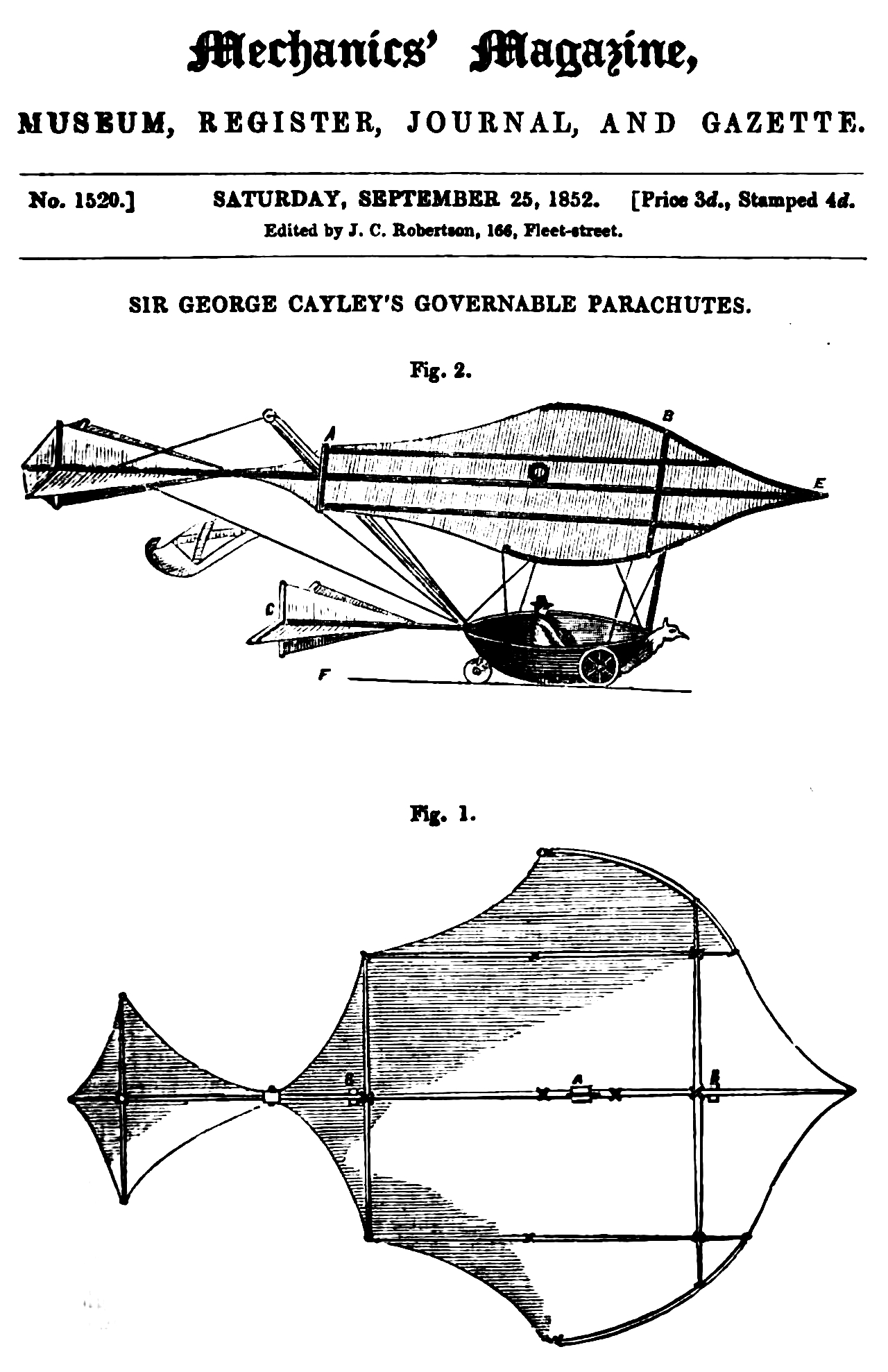
Planeurs par Cayley dans Mechanics' Magazine, 1852

Dans la première moitié du XIXe siècle, les pionniers anglais, George Cayley, William Samuel Henson et John Stringfellow, font de précieuses recherches théoriques et des expériences de vol sur modèle réduit. C'est ce groupe d'ouvriers dont on peut dire qu'il a « inventé » l'avion. Mais leur invention n'aurait jamais été mise en pratique sans l'effort ultérieur des premiers représentants du vol plané.
George Cayley (1773 à 1857) décrit les problèmes de vol aérodynamique de manière fondamentale et est donc également appelé le « père de l'aéronautique ». Il rompt avec le vol avec battement d'aile et publie en 1809-1810 une proposition de machine volante avec une surface inclinée et un mécanisme de propulsion. Il est le premier à décrire le principe des avions modernes à voilure fixe. En septembre 1852, il publie dans Mechanics’ Magazine (de) les plans et descriptions d'un planeur monoplan qui avait été testé avec succès avec lest: lorsqu'il le lance du sommet d'une colline sans pilote, il navigue avec un équilibre parfait vers la plaine en contrebas, et lorsqu'une personne court avec lui contre le vent, il le porte parfois sur quelques mètres. Cayley avait probablement les connaissances et la capacité de construire et d'utiliser un planeur transportant un homme, mais il avait malheureusement en tête la nécessité d'un moteur et a donc raté l'occasion de devenir le père du vol sans moteur. 

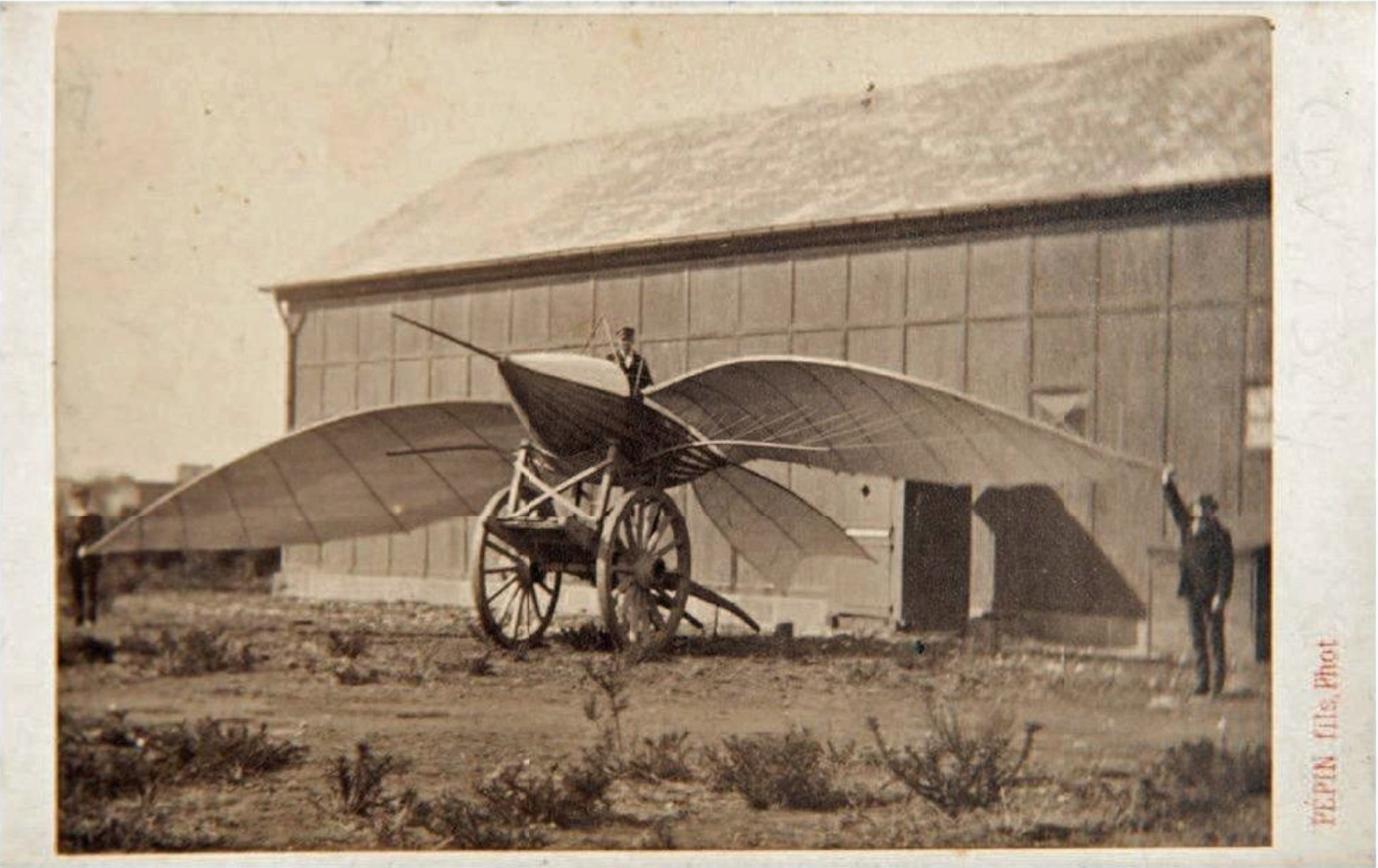
Jean Marie Le Bris avec son l'Albatros, Brest 1868

Parmi les rares partisans du vol sans moteur se trouve le capitaine français Jean-Marie Le Bris (1817 à 1872) qui construit des planeurs en 1857 et 1868, qui sont dérivés de la forme de l'albatros, avec un corps en forme de bateau. Ses planeurs remorqués à la manière d'un cerf-volant auraient atteint des distances de vol allant jusqu'à 200 m. Des mésaventures et un manque de fonds mettent fin à ses expériences. Le planeur de Le Bris avait une forme aérodynamique et un grand rapport hauteur/largeur; l'angle d'incidence des ailes pouvait varier en vol. Il réussit plus par instinct que par compétence scientifique, et n'apporte aucune contribution substantielle à la science du vol. Son Albatros de 1868 est le premier avion documenté par une photographie. Un Français vivant en Algérie, Louis Mouillard, étudie les grands vautours. Mouillard publie ses observations dans un livre intitulé L'empire de l'air : essais d'ornithologie appliqué à l'aviation. Un travail qui en inspire beaucoup d'autres, mais ses propres tentatives pour fabriquer des ailes de vol à voile sont grossières et inefficaces. 

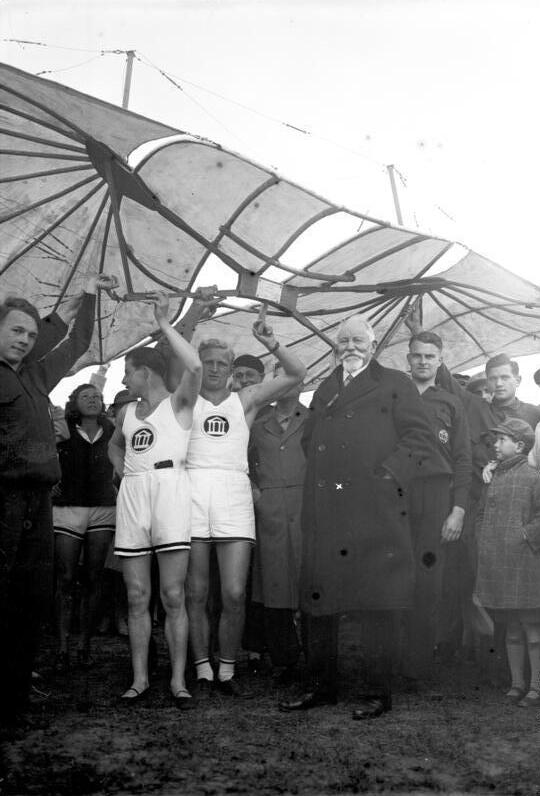
Réplique du premier planeur d'Otto Lilienthal, lors d'une démonstration dans les collines de Gatow près de Berlin en 1930. En présence de Gustav Lilienthal, frère d'Otto.

À partir des années 1880, des progrès sont réalisés dans l'aérodynamique et la construction qui conduisent aux premiers planeurs vraiment praticables ; les résultats de ces expériences sont souvent partagés et publiés par les premiers aviateurs et inventeurs, créant ainsi une longue série de réalisations supplémentaires. Plusieurs pionniers de l'aviation émergent dans différents pays du monde, et ils ont tous poursuivi la conception de planeurs avec plus ou moins de succès.
Les principaux d'entre sont Otto Lilienthal (1848-1896) à Berlin, Lawrence Hargrave (1850-1915) à Sydney en Australie, Percy Pilcher (1866-1899) au Royaume-Uni, John Joseph Montgomery (1858-1911) à Otay Mesa près de San Diego, en Californie (années 1880) ainsi qu'à Santa Clara, Californie (1905), Octave Chanute (1832-1910) et son équipe à Gary, Indiana, aux États-Unis, etc. Otto Lilienthal duplique certains des travaux de ses contemporains et les développe considérablement à partir de 1874, publiant toutes ses recherches en 1889. Percy Pilcher s'intéresse de plus en plus à l'aviation et construit un planeur appelé The Bat qu'il pilote pour la première fois en 1895. Plus tard cette année-là, Pilcher rencontre et consulte Otto Lilienthal, qui est le principal expert en hängegleiter; ces discussions conduisent Pilcher à construire deux autres hang gliders, The Beetle et The Gull. Sur la base des travaux de son mentor Otto Lilienthal, Pilcher construisit en 1897 un troisième hang glider appelé The Hawk avec lequel il bat le record du monde de distance en parcourant 250 mètres (820 pi).
Ce type d'avion dans lequel on oriente l'avion par le mouvement pendulaire du corps est maintenant connu sous les noms de hängegleiter en allemand, et hang glider en anglais, ce que l'on appelle un peu imprudemment en français « deltaplane » (marque déposée). Le hängegleiter a perdu une certaine importance avec l'introduction du gauchissement des ailes en 1902 par les frères Wright, puis le contrôle des ailerons par les Français ; mais beaucoup de prototypes de planeurs seront en fait des hängegleiter.
Le vol motorisé voit ses première production : l'officier de marine russe Alexandre Mojaïski (1825-1890) obtient un brevet pour un avion en 1881 ; entre 1882 et 1886, il entreprend plusieurs tentatives de vol avec son avion à moteur à vapeur ; l'avion peut décoller du sol, mais ensuite perd de la vitesse et chute ; sa version améliorée, dotée de plus de puissance, aurait été en état de navigabilité, selon la conclusion de l'Institut de recherche aéronautique russe TsAGI réalisée en 1982 ; cependant, le vol n'a jamais eu lieu en raison du décès du concepteur. Le Français Clément Ader (1841 à 1925) construit l'Éole, un avion à moteur à vapeur et 14 m d'envergure, dont les ailes sont conçues selon les ailes d'une chauve-souris ; le 9 octobre 1890, l'Éole décolle pour son unique vol d'environ 50 mètres.

### Otto Lilienthal

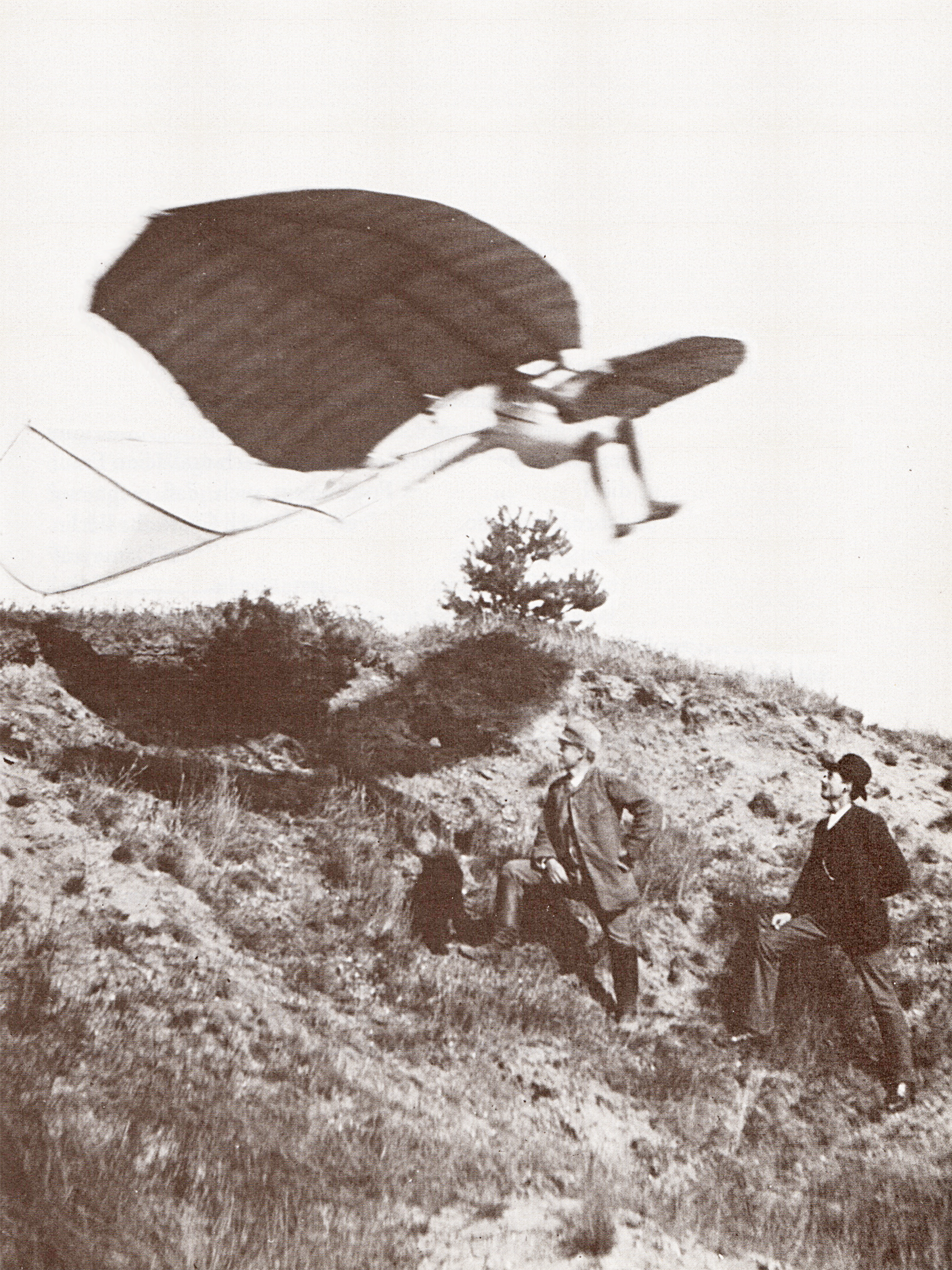
« Du pas au saut, du saut au vol. "
Otto Lilienthal à Derwitz en 1891 avec son appareil Derwitz.

Le représentant le plus célèbre du vol plané est sans aucun doute Otto Lilienthal (1848–1896). Avec son frère Gustav, Lilienthal commence à faire des expériences en 1867. Il se rend compte que le manque de données est un obstacle à tout progrès dans l'aviation, et il commence alors à accumuler des informations à partir d'une étude du vol des oiseaux; avec son frère Gustav dès la plus tendre enfance, il a particulièrement observé les cigognes, abondantes en Poméranie. Ce qui l'amène à distinguer différents états de vol et a reconnaître que la portance et la propulsion devaient être considérées indépendamment l'une de l'autre. L'absence d'un moteur approprié a été une pierre d'achoppement pour beaucoup d'inventeurs ; Lilienthal conclut qu'un moteur n'est pas nécessaire ni même souhaitable pour le vol pionnier :

« Die Nachahmung des Segelflugs [der Vögel] muss auch dem Menschen möglich sein, da er nur ein geschicktes Steuern erfordert, wozu die Kraft des Menschen völlig ausreicht »

L'homme doit aussi être capable d'imiter le vol à voile [des oiseaux], puisqu'il ne nécessite qu'un pilotage habile, pour lequel la force humaine est tout à fait suffisante. À partir de 1874, il développe la conception aérodynamique des ailes d'un planeur porte-homme dans le cadre d'importants travaux préliminaires théoriques et pratiques. Pour ce faire, il utilise son « Rundlaufapparat », appareil de rotation, qui est en termes de fonction un précurseur des souffleries modernes .

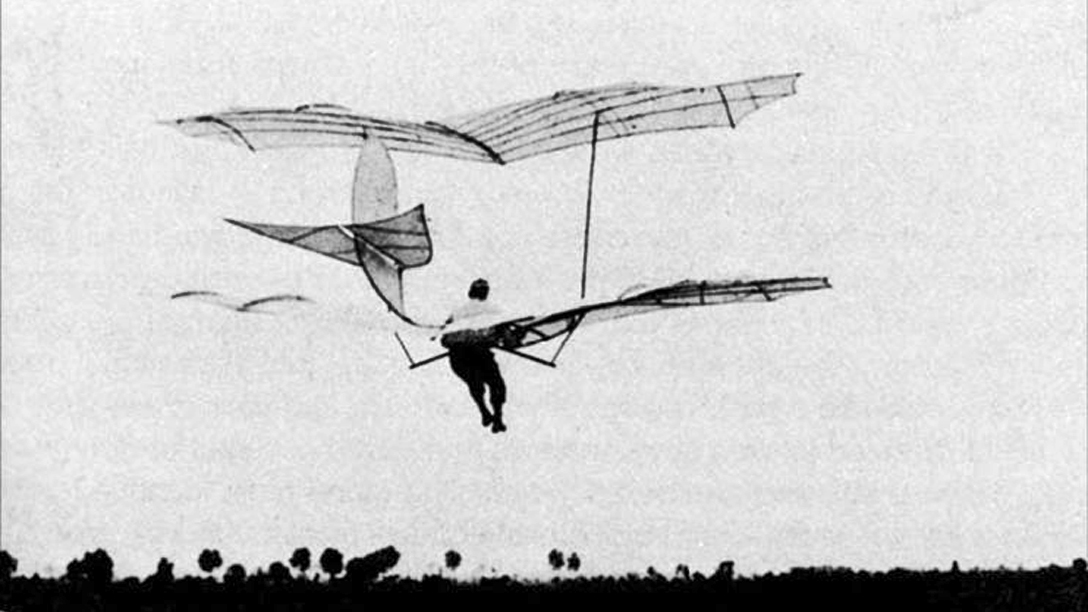
Le vol de Lilienthal en avion à deux étages, volant en montagne à Berlin-Lichterfelde le 19. octobre 1895

Lilienthal cependant insiste sur le fait que la pratique doit aller de pair avec l'étude théorique; il doit donc apprendre à voler. En 1891, il fabrique son premier planeur en tiges de saule pelées recouvertes de tissu ciré; il a la forme d'une paire de larges ailes d'oiseau avec des surfaces de queue horizontales et verticales fixes. Au cours des cinq années suivantes, il construit plusieurs hängegleiters, monoplans et biplans. Il navigue dans les airs avec son corps et ses jambes pendant sous la machine, il est convaincu que la stabilité et le contrôle peuvent être mieux obtenus par les mouvements du corps du pilote (hängegleiter): le pilote se tient au milieu de l'appareil, enfonçant ses bras à travers des ouvertures rembourrées dans le châssis, de sorte que le poids en vol repose sur les coudes. Il maintient son équilibre dans les airs en déplaçant son corps ou en balançant ses jambes pour déplacer le centre de gravité et le maintenir directement sous le centre de portance. Cela nécessitait une grande capacité acrobatique, mais par une pratique persistante, Lilienthal finit par maîtriser cet art au point de pouvoir voler même par vent fort.

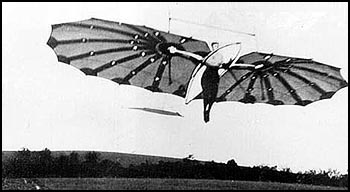
Hawk hangglider de Pilcher

Il est cependant conscient de la nécessité d'un meilleur système de contrôle et, sur l'un de ses derniers planeurs, il utilise une gouverne de profondeur mobile. Lilienthal fait ses premiers vols à partir d'un tremplin dans son jardin, puis à partir de collines basses du voisinage ; enfin il a construit une colline artificielle de 15 mètres de haut. Il trouve également un site de vol à voile approprié à Rhinow, où se trouvent de basses montagnes couvertes de bruyère et d'herbe. Ici ses vols deviennent plus longs, jusqu'à 250 mètres, et il réussit des virages, parfois de près de 180°. C'est à Rhinow le 9 août 1896 qu'il perd l'équilibre dans les airs, tombe et mortellement blessé, décède. Il aura réussi plus de 2 000 vols. : Lilienthal ne s'oppose pas aux centaines de spectateurs qui affluent chaque dimanche sur sa colline ; c'était son espoir que d'autres adoptent le vol plané comme sport. Son planeur standard est le premier avion de série et trouva au moins neuf acheteurs à partir de 1894.

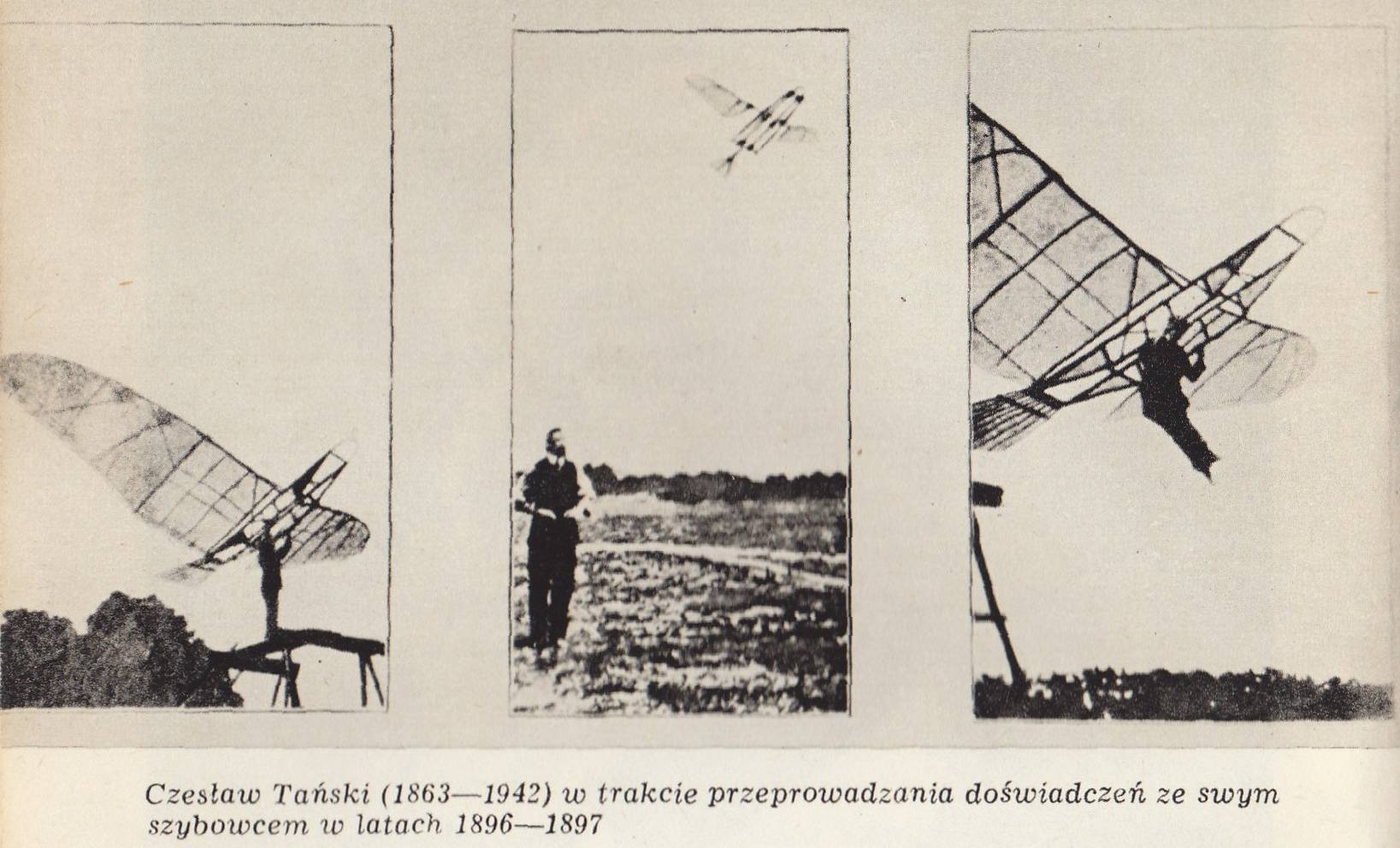
lors de ses vols d'essai de planeur. 1896–1897

Son traîté Der Vogelflug als Grundlage der Fliegekunst (Le vol de l'oiseau comme fondement de l'art du vol), paru en 1889 à Berlin, est le meilleur traité sur la théorie du vol qui soit encore paru. Son travail se prolonge dans le travail de quelques disciples capables, notamment Percy S. Pilcher (1866-1899) en Angleterre, Ferdinand Ferber (1862-1909) en France, et Octave Chanute (1832-1910), Augustus Moore Herring (en) (1867-1926) et les frères Wright en Amérique.
Alors que Percy S. Pilcher effectue de nombreux vols intéressants en Angleterre, son seul ajout à la structure du planeur est un plan horizontal. Percy S. Pilcher se lance en courant en descente, mais ensuite utilise une remorque tirée par des garçons ou des chevaux. Pilcher de même que Lilienthal perd la vie dans ses expériences, en 1899, lorsqu'il consent à effectuer un vol par mauvais temps, afin de ne pas décevoir des amis venus le voir voler. Octave Chanute, d'une plus grande capacité d'ingénierie que Pilcher ou Lilienthal, apporte la tradition Lilienthal aux États-Unis. En 1896, alors dans sa 64e année, Chanute commence à faire des vols planés. Chanute qui suit Lilienthal était sûr que Lilienthal n'était pas sur la bonne voie en cherchant le contrôle principalement par le déplacement du corps du pilote; c'est du moins l'opinion qu'on avait avant la naissance du deltaplane.

### Octave Chanute

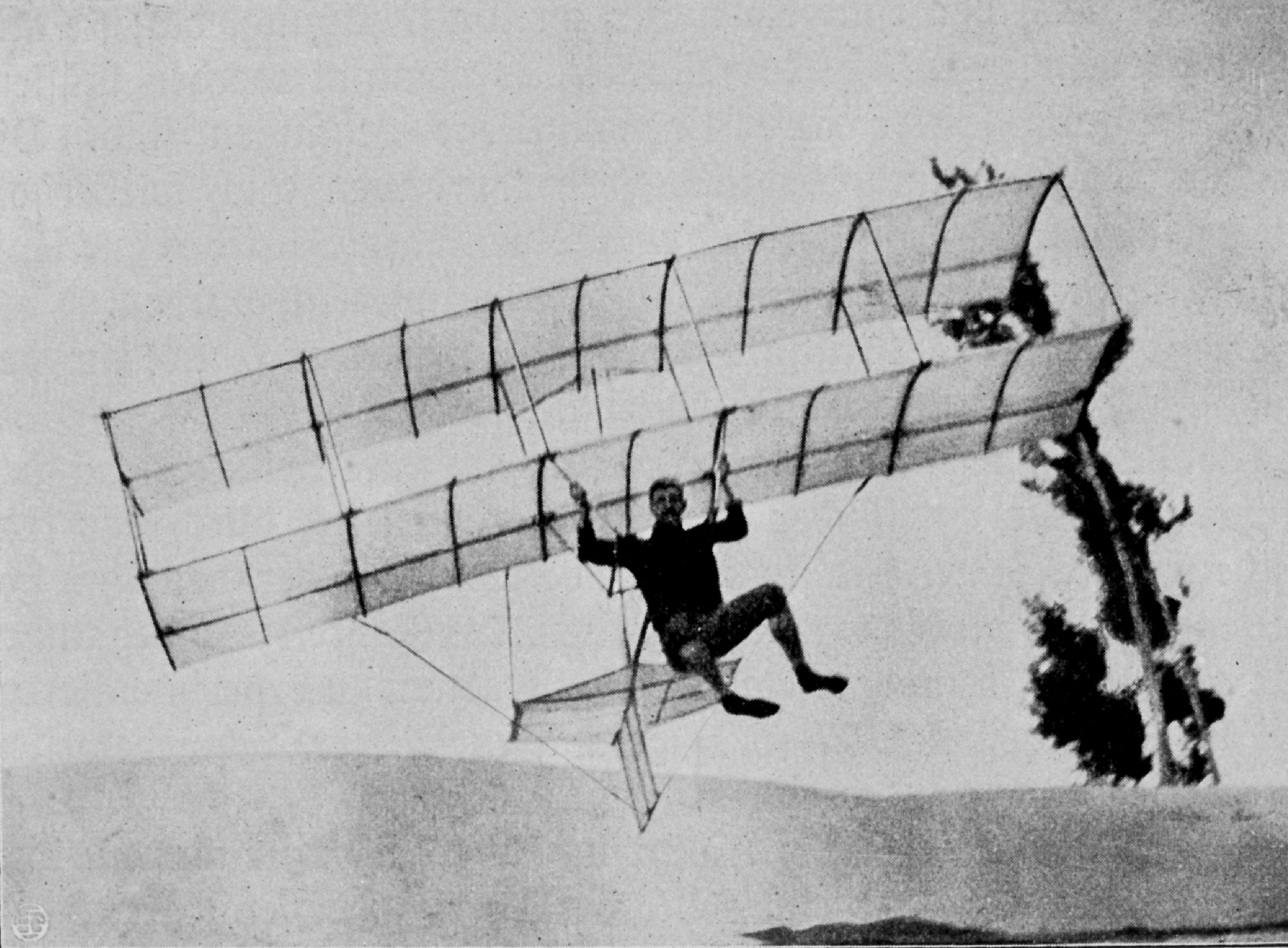
Biplan de Chanute de 1896 dans la région de Chicago. Le pilote est probablement Augustus Herring.

L'ingénieur ferroviaire Octave Chanute, qui a systématiquement recueilli des informations sur le développement mondial de la technologie du vol, les publie dans des articles de 1891 et en 1894 dans son ouvrage Progress in Flying Machines, un inventaire très complet et systématique au sujet du vol avec machines plus lourde que l'air pour l'époque.
Trop vieux pour voler lui-même, il embauche plusieurs assistants plus jeunes, parmi lesquels Augustus Herring (en), qui a auparavant construit et piloté un planeur Lilienthal. À l'été 1896, ils établissent un camp de planeurs dans la région des dunes sur la rive sud du lac Michigan. Ils essaient premièrement le planeur Lilienthal, qu'ils trouvent dangereux et difficile à manier. Chanute se propose de découvrir de meilleurs moyens de contrôle que le déplacement du poids du pilote, et aussi d'obtenir une certaine stabilité automatique du planeur. Il conçoivent donc un multiplan avec des ailes qui peuvent dévier d'avant en arrière pour ajuster le centre de portance; il subit des modifications progressives jusqu'à ce que des vols tout à fait satisfaisants puissent être effectués. Enfin, Chanute conçoit un biplan qui deviendra célèbre sous le nom de "Chanute Type", et l'ancêtre des premiers avions à moteur à succès. Les deux surfaces portantes cambrées sont droites d'un bout à l'autre et reliées par une poutre d'entretoises verticales et de fils diagonaux de type « treillis Pratt ». C'est une construction simple, légère et très solide ; pesant seulement 10 kg, elle transporte 80 kg. La queue est attachée de manière flexible, une invention de Herring qui améliore la stabilité longitudinale; sinon, le contrôle est obtenu en lançant les jambes à gauche et à droite, mais des mouvements beaucoup moins intenses étaient nécessaires qu'avec le planeur Lilienthal. En 1896 et 1897, plus d'un millier de vols sont effectués sur las machines de Chanute sans le moindre accident, même dans des vents allant jusqu'à 50 km/h ; le planeur est parfois emmené plus haut que le point de départ. La plupart des vols se font en descente directe, mais Herring apprend également à faire un virage et à glisser dans le sens de la longueur le long de la colline, en profitant du vent de pente. Il rapporte un vol de 282 mètres en 48 secondes effectué de cette manière,. Les expériences conduisirent à la confirmation de la construction à deux étages, que Francis H. Wenham avait déjà proposée en 1866 et qu'Otto Lilienthal avait mise en œuvre avec succès en 1895 comme première. Les frères Wright pour leurs planeurs reprennent les bonnes expériences de biplan de leurs prédécesseurs et en particulier la construction biplan de Chanute et les développent plus loin.
En 1894, la "Mohawk Aerial Navigation Company", sous la direction de Charles Proteus Steinmetz (1865-1923) est du vivant de Lilienthal, le premier club de planeurs au monde à Schenectady, New York.

### Les frères Wright

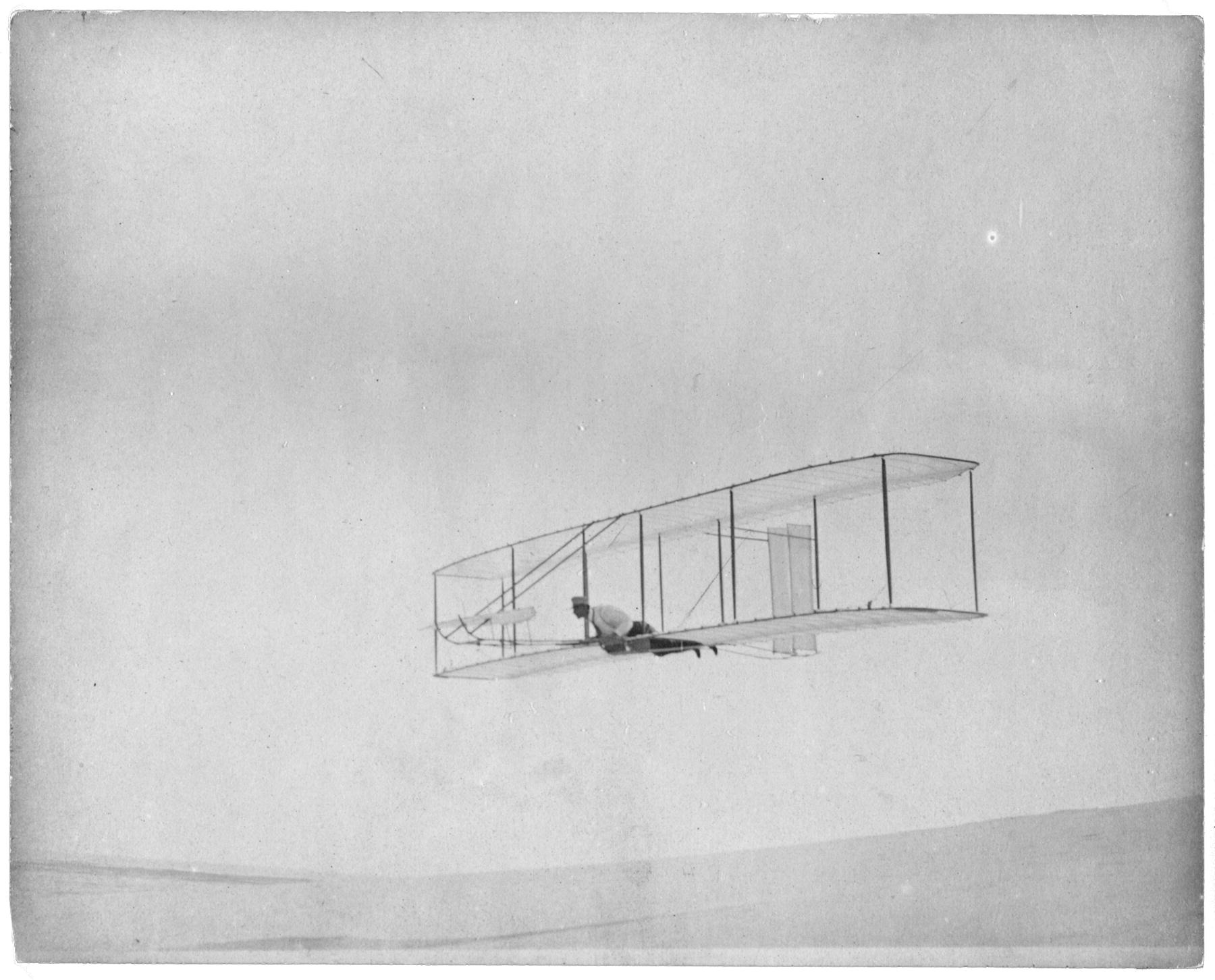
1902 Wright glider

Prenant le biplan Chanute comme modèle pour leurs conceptions, les frères Wright apportent plusieurs modifications importantes. Pour réduire la traînée, le pilote est placé à plat ventre sur la surface inférieure. Leur réalisation la plus remarquable consiste en le développement de la première commande de vol aérodynamique complète d'avion autour des trois axes spatiaux, qu'ils considèrent eux-mêmes comme une condition préalable nécessaire au vol propulsé contrôlé et qu'ils avaient déjà réalisée avec leur Wright Glider de 1902. Ils utilise un mécanisme de torsion d'aile (gauchissement) , le précurseur de l'aileron d'aujourd'hui, pour contrôler le roulis (tangage latéral), un gouverne de profondeur (monté vers l'avant, avion-canard) pour contrôler le tangage, et une gouverne de direction pour contrôler le lacet dans lequel un virage ne peut être ni entré ni sorti. Avec cette commande à trois axes comme base, ils déposent le brevet de leur Flying Machine dès mars 1903 (accordé en 1906) et, avec leurs trois Wright Flyers et le Wright Model A, mettent au point le vol propulsé à commande aérodynamique, qui est toujours la base de la construction aéronautique aujourd'hui.
Les frères Wright font leurs premiers essais à l'automne 1900, à Kitty Hawk, en Caroline du Nord: quelques vols seulement pour prouver le bien-fondé de leurs théories et l'efficacité du mécanisme de contrôle. L'année suivante, avec un deuxième planeur, ils font plusieurs bons vols ; Chanute, qui visite le camp, déclare qu'ils ont fait mieux que quiconque auparavant, mais les frères sont déçus par les performances de leurs planeur qui sont en deçà de leurs attentes ; pour obtenir des données aérodynamiques fiables pour les conceptions futures, ils construisent une petite soufflerie dans laquelle ils effectuent des tests pendant l'hiver. Le planeur de 1902, avec une envergure de 32 pieds et pesant 116 livres, est une machine la plus grande jamais essayée auparavant, munie d'une empennage vertical fixe en plus de la gouverne de profondeur et du dispositif de gauchissement des ailes. Au cours des mois de septembre et octobre 1902, les Wright effectuent près d'un millier de vols avec ce planeur, l'améliorant en fonction de l'expérience acquise dans les airs: Ils pratiquent d'abord avec la gouverne de profondeur seule, puis ils utilisent les fils de déformation: le fonctionnement par deux commandes différentes a semé la confusion, mais cela a été maîtrisé; la tendance du planeur à déraper dans les virages a été corrigée en transformant la queue verticale en un gouvernail mobile. Le gouvernail et les fils de gauchissement ont été couplé, puisque tous deux actionnés ensemble.
Les frères Wright n'ont pas essayé d'établir des records car le but de leur travail était la recherche plutôt que la performance spectaculaire. Un vols de 622 pieds (189 mètres) est effectué qui dure 26 secondes. De retour à Dayton, ils se sont attachés à travailler sur un avion motorisé. De retour à Kitty Hawk, en septembre 1903, avec le planeur de l'année dernière, ils deviennent des experts du vol plané, effectuant de nombreux vols de plus d'une demi-minute, le plus long durant 43 secondes. Parfois, ils réussissent à planer dans le fort vent de pente au-dessus du point de départ, une fois plus longtemps que 26 secondes. Après le premier vol propulsé contrôlé le 17 décembre 1903, les jours de vol à voile des frères Wright se terminent pour longtemps.
Chanute, qui a poursuivi ses expériences pour obtenir une stabilité automatique, met fin à son travail actif après avoir envoyé l'un de ses anciens assistants, William Avery, avec un planeur Chanute à la Foire de Saint-Louis de 1904. Avery est le premier à utiliser un treuil pour le lancement.
John Joseph Montgomery de Santa Clara, en Californie, est un autre pionnier américain du vol motorisé. Son travail a commencé en 1883, mais on en a peu su avant 1905, lorsqu'il a donné des expositions, lançant des planeurs à partir de ballons à air chaud à une hauteur de 4 000 pieds. Les planeurs Montgomery avaient des ailes en tandem qui pouvaient être déformées pour la direction et l'équilibre. Bien que Montgomery n'ait jamais revendiqué de premières, les expériences de Montgomery dans une série de planeurs à Otay Mesa près de San Diego, bien que survenues après des vols planés par des pionniers européens tels que Cayley et Le Bris, sont considérées par certains historiens et organisations comme les premiers vols contrôlés d'une machine volante plus lourde que l'air en Amérique.

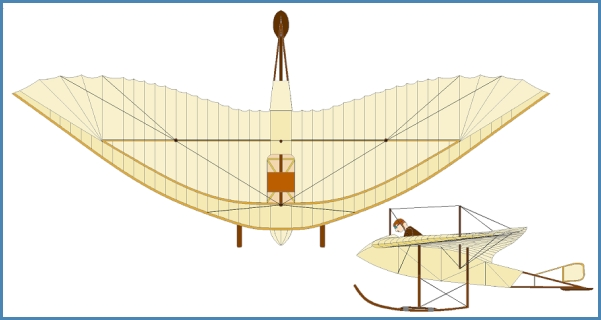
José Weiss Olive 1908

Le travail des frères Wright a été suivi avec beaucoup d'intérêt en France, où Ferdinand Ferber travaillait avec des planeurs depuis 1898. Ferber, Ernest Archdeacon, Gabriel Voisin ont été stimulés par les rapports de Chanute sur les réalisations américaines, et ont essayé de l'imiter. avec des résultats variables. Le seul fait digne de mention est qu'ils ont essayé le premier remorquage automatique, en 1906. Un travail précieux est effectué par José Weiss en Angleterre et Igo Etrich en Autriche, qui ont utilisé des planeurs pour l'étude de la stabilité automatique, mais c'était principalement au profit de la conception des avions à moteur.
Orville Wright est revenu au vol sans moteur pendant une courte période, mais uniquement dans le but de tester un nouveau dispositif de stabilisation destiné aux avions. En octobre 1911, sur son ancien terrain de vol de Kitty Hawk, il s'est envolé de 9 minutes et 45 secondes, établissant un record qui ne sera pas dépassé pendant dix ans. Ce qui créa un bref regain d'intérêt pour le vol à voile, et certains des leaders du mouvement moderne de vol à voile en Amérique ont effectué leurs premiers vols en hang glider de fabrication artisanale à cette époque.

## Wasserkuppe
En Allemagne, l'héritage de Lilienthal est repris en 1909 par un groupe d'écoliers à Darmstadt. Comme beaucoup d'autres jeunes, ils utilisent des draps et des manches à balais pour construire des planeurs primitifs. Mais contrairement à d'autres, ce groupe demeure uni jusqu'à ce qu'il soit séparé par la Première Guerre Mondiale. Ces garçons ont grandi; certains d'entre eux sont devenus étudiants à Technische Hochschule (en), leur compréhension théorique a augmenté et leurs conceptions se sont améliorées. En 1912, pendant les vacances d'été, ils découvrent un site merveilleux pour le vol sans moteur, dans les montagnes du Rhön, sur le Wasserkuppe, en Hesse. À cet endroit, Hans Gutermuth, le 22 juillet 1912, effectue un vol record de 2 700 pieds (838 mètres), d'une durée de 1 minute 52 secondes, qui ne sera battu qu'en 1920 par Wolfgang Klemperer. La Wasserkuppe deviendra l'épicentre du vol à voile après la Première Guerre Mondiale.

## Première Guerre Mondiale

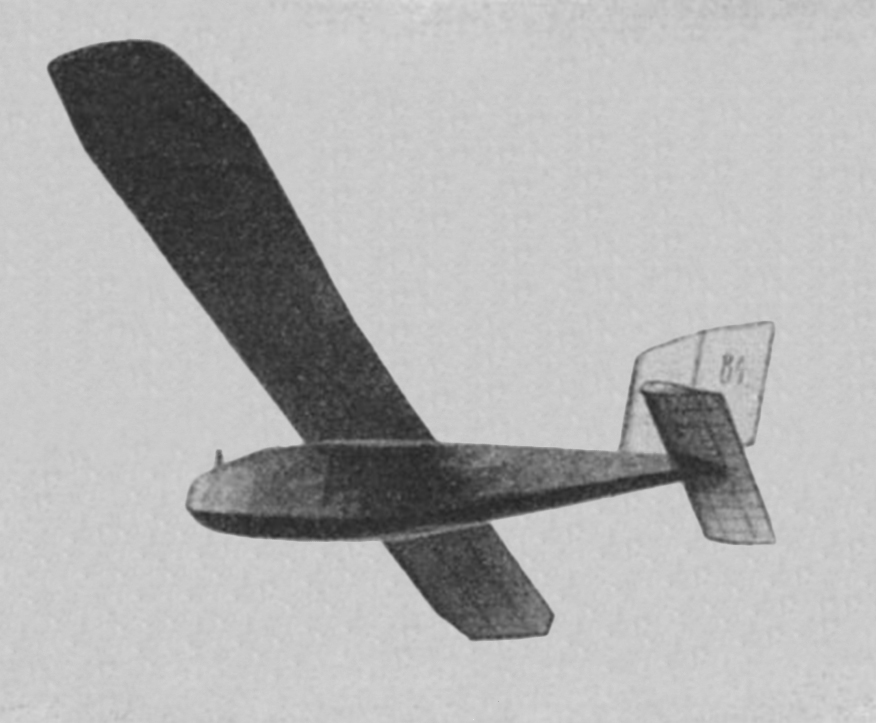
Messerschmitt S 14 avec le numéro 84 sur le gouvernail. Le Messerschmitt S 14 avait le numéro de départ 84 au concours de vol à voile de la Rhön en 1923.

Friedrich Harth (1880-1936) très tôt, s'intéresse aux découvertes de Otto Lilienthal et il commence à construire un planeur après son retour à Bamberg où il a fréquenté l'école primaire. Il construit des ailes, les attache autour de son corps et les teste. Peu de temps après, en 1909, parallèlement à son travail de baumeister, il commence à construire des planeurs et, en 1910, effectue ses premières tentatives de vol à voile sur le Kulm de Ludwag. Il est déjà au service de la ville en tant que Oberbaurat (chef de bâtiment) mais il passe son temps libre à construire et à tester ses machines volantes ; il a bientôt comme assistant Willy Messerschmitt, le fils de 15 ans d'un négociant en vin de Bamberg, qui deviendra plus tard son élève. Avec le déclenchement de la Première Guerre mondiale, Harth est enrôlé dans le service militaire et doit immédiatement interrompre ses tentatives, mais Messerschmitt construit le planeur S 5 selon ses plans. Lors d'un congé dans les foyers , ils effectuent des vols de 20 m d'altitude et jusqu'à 300 m de distance. Le 13 septembre 1921, Harth effectue un vol plané de 21:27 minutes sur le Heidelstein (de) dans la Rhön avec son monoplan Harth-Messerschmitt S 8. Il s'agissait d'un nouveau record d'endurance, au cours duquel il s'est écrasé et a subi certaines blessures dont il ne s'est jamais complètement remis. Après la fin de la guerre, Messerschmitt étudiera l'ingénierie à l'Université technique de Munich de 1918 à 1923 et, alors qu'il est encore étudiant, fondera Messerschmitt Flugzeugbau GmbH à Bamberg, qui, en plus des planeurs, développera l'avion de sport M 17 et l'avion commercial motorisés M18. En 1923, Hans Hackmack gagnera le prix de la plus haute altitude avec la construction S 14 (de) de Messerschmitt au concours de vol à voile de la Rhön.

## Entre-deux-guerres
Avec l'avènement de la Première Guerre mondiale et le développement rapide de l'avion qui en a résulté, le vol à voile a été presque oublié.
Le renouveau et le développement du vol à voile remontent en grande partie aux lendemains de la Première Guerre mondiale par les Allemands qui, privés de l'utilisation d'avions motorisés par le traité de Versailles, se sont tournés vers les possibilités du vol plané. Pendant la Première Guerre mondiale, l'avion a été perfectionné comme arme, mais l'adaptation aux besoins militaires l'a rendu inadapté aux fins de la paix : il était dangereux pour le sport et peu économique pour le commerce. Oskar Ursinus (en), rédacteur en chef du magazine allemand Flugsport, lance alors une campagne pour le développement d'avions civils basés sur une conception aérodynamique saine plutôt que sur la force brute d'une puissance moteur excessive. Se souvenant des écoliers de Darmstadt, il propose un rendez-vous de vol plané et de vol à voile dans les montagnes du Rhön, au service de la recherche scientifique et du sport.
Quand, en 1921, le premier vol de plus d'une heure est effectué dans des vents ascendants au-dessus du Rhön, sur la Wasserkuppe, le vol à voile a reçu une telle impulsion que des progrès constants ont été enregistrés à partir de cette époque. Tout au long des années 1920 et 1930, les Allemands vont dominer les compétitions internationales de vol à voile et donner au sport son orientation,.

### La compétition de vol à voile de la Rhön

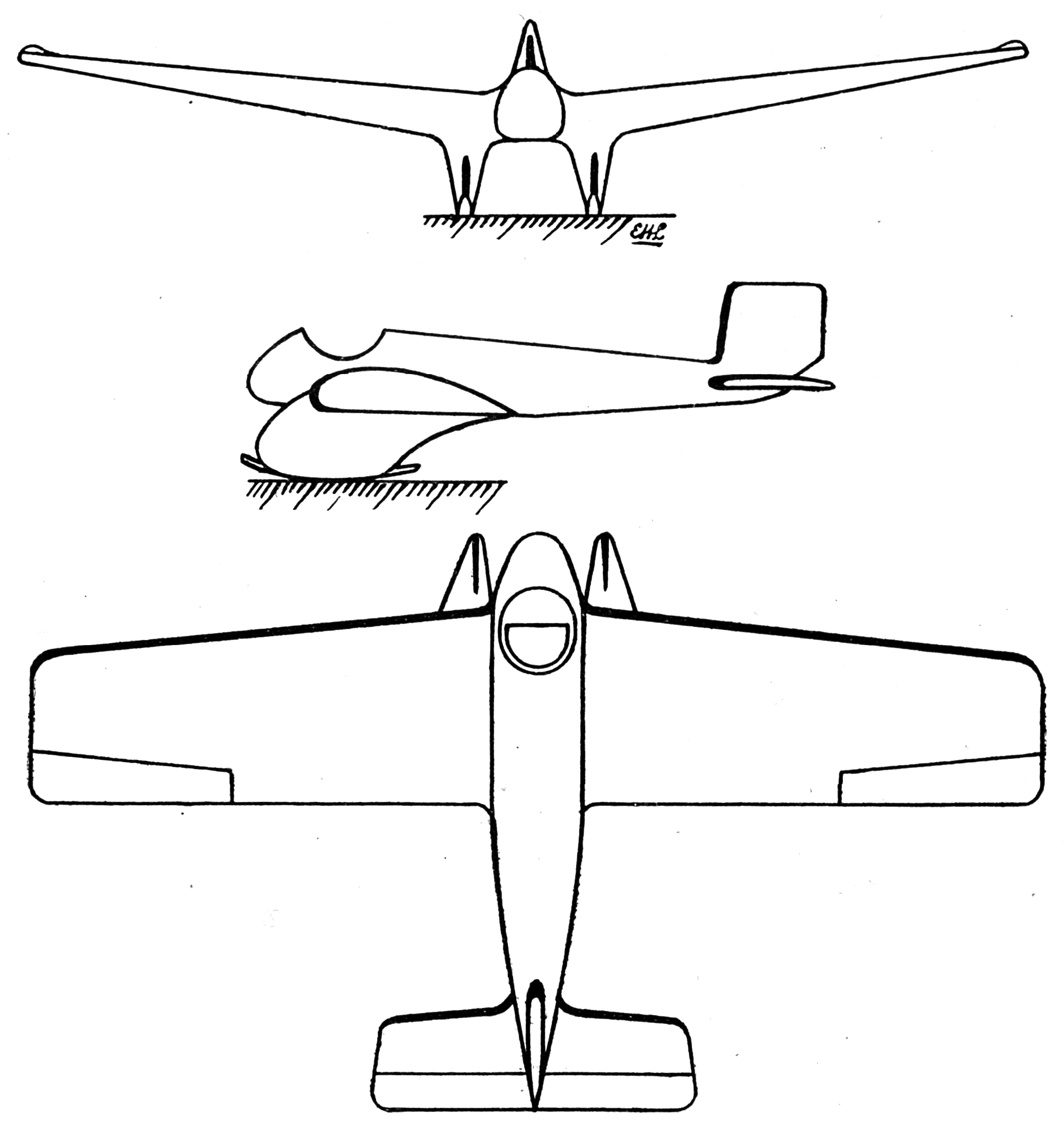
FVA-1 Schwarzer Teufel de Theodore von Kármán et Wolfgang Klemperer. Les Ailes 23 mars 1922.
Avec son planeur monoplan cantilever conçu par lui et construit au RWTH Aachen, Wolfgang Klemperer a utilisé, pour la première fois, la méthode de lancement par sandow et a surpassé tous les concurrents en restant dans les airs pendant 2 minutes et 23 secondes, couvrant plus d'un mile.

Le traité de Versailles interdisant toute forme de vol motorisé en Allemagne, de nombreux jeunes pilotes et concepteurs d'avions se sont tournés vers le vol à voile en tant que sport. Sous Oskar Ursinus (en) et Theodore von Kármán, des amateurs et des groupes d'études universitaires sérieux ont commencé à construire des planeurs. Le premier concours a eu lieu en 1920 sur la Wasserkuppe. Parmi ceux qui se rassemblent sur la Wasserkuppe se trouvent des ingénieurs et des scientifiques ainsi que des amateurs et d'anciens pilotes de guerre désireux de trouver un moyen d'assouvir leur envie de voler. Certains des planeurs ont été modélisés d'après des avions à moteur, d'autres sont des hängegleiters des types Lilienthal et Chanute. Alors que de nombreux «vols» n'étaient que des trébuchements se terminant par un crash, Kármán et son équipe du RWTH Aachen avec leur planeur FVA-1 (de) Schwarzer Teufel (Diable noir) sont les pionniers de la méthode de lancement à l'élastique et de vols réguliers de plus d'une minute suivis d'un atterrissage sans crash. L'événement a ensuite été répété chaque année avec une amélioration constante des planeurs et des résultats.
Simultanément, un autre groupe de planeurs s'est formé (sous l'impulsion des exploits de Ferdinand Schulz) dans les dunes de sable de Rossitten (de) sur l'isthme de Courlande en Prusse orientale. Bien qu'éloignés les uns des autres, les passionnés de la Wasserkuppe et de Rossitten vont fréquemment se rencontrer et comparer idées, conceptions et techniques. Une grande organisation a été suggérée pour coordonner les activités de la Rhön et des dunes de Rossitten, et tous les autres clubs de vol à voile qui pourraient être fondés. En 1924, « Rhönvater » Oskar Ursinus convainc le secrétaire aux transports aériens du ministère des Transports de l'époque, le Dr Brandebourg, de fonder une organisation nationale de vol à voile, la Rhön-Rossitten Gesellschaft. Le RRG organisera les compétitions de vol à voile de la Rhön de 1925 à 1931.
De ce mouvement encore informel naissent des groupes de vol universitaires, les Akaflieg (de), qui se fixent pour objectif le perfectionnement scientifique et la pratique, pour leurs membres étudiants. Ils sont soutenus financièrement par des fonds de la Reichswehr noire, qui - à l'instar des écoles populaires de sport pour l'infanterie - espère pouvoir se rabattre plus rapidement sur des pilotes convenablement formés en cas de réarmement. Les premiers groupes de vol académiques sont formés à Aix-la-Chapelle, Darmstadt et Berlin-Charlottenburg (toutes en 1920), et sont suivis par d'autres. Bien que de nombreux membres aient déjà été dans la Fliegertruppe der deutschen Armee pendant la Première Guerre mondiale, il n'y a aucune affinité avec l'esprit du militarisme et du nationalisme de l'Akademische Fliegerschaft (de) ou des corporations étudiantes. Même si plus tard, pour les anciens membres après leurs études, l'appellation « Alter Herr (de) » vieux messieurs ou « Alte Damen und Herren » vieilles dames et messieurs émergeront, les Academic Fliegergruppen n'auront et n'ont toujours pas aujourd'hui de structures corporatives, mais seront caractérisés et encore aujourd'hui par des manières plutôt décontractées.
Un esprit d'optimisme se développe dans les Akafliegs, décrit en plaisantant comme « Rhöngeist ».

### Les planeurs de début

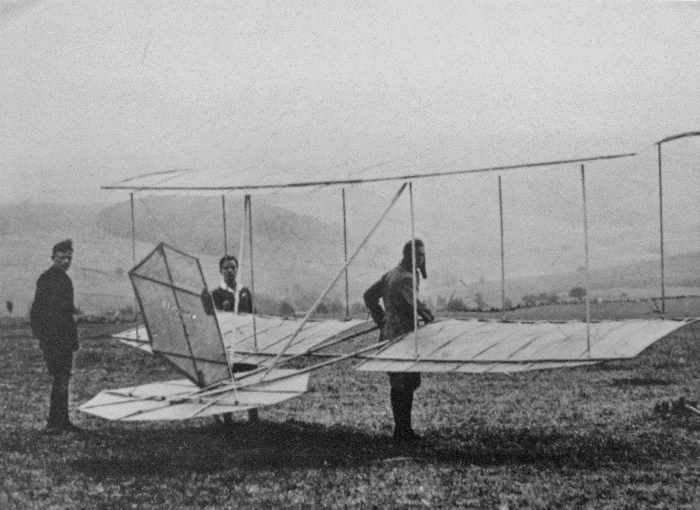
Willi Pelzner prêt à décoller avec son hängegleiter (vers 1920) sur la Wasserkuppe probablement lors de la première Compétition de vol à voile de la Rhön de mi-juillet à fin août 1920.

Les planeurs de début (en anglais : Primary gliders) sont une catégorie d'avions qui a connu une popularité mondiale dans les années 1920 et 1930, alors que les gens recherchaient des moyens simples et peu coûteux d'apprendre à voler. Les planeurs de Willy Pelzner ont été conçus en 1920 pour être simples et peu coûteux à construire et à entretenir, afin d'encourager les jeunes à s'engager dans l'aviation. Il s'agissait de hängegleiters biplans à envergure inégale très légers, dotés d'une solide structure légère renforcée de fils et de cannes, recouverts de papier huilé. Les surfaces de queue fixes à l'arrière assuraient la stabilité, mais le contrôle reposait sur le réglage du centre de gravité par le mouvement du corps du pilote. Pelzner a piloté ses planeurs lors des deux premières compétitions de vol à voile de la Rhön en 1920 et 1921.

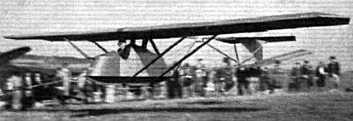
Un planeur Jacobs Hols der Teufel volant avec le London Gliding Club en 1931.

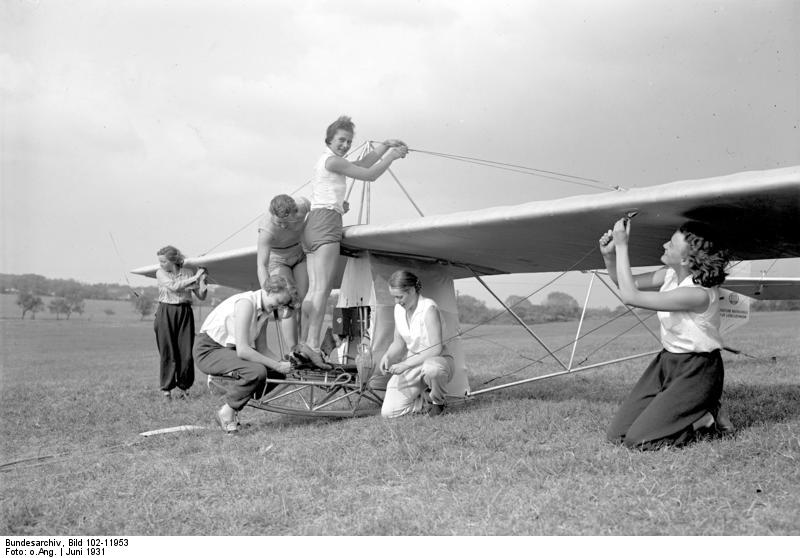
Dans les montagnes Gatower près de Berlin, la a mis en place un cours de vol à voile pour les étudiants en vol. Les élèves sont formés au vol à voile sous la direction d'un instructeur de vol expérimenté. Le cours comprend un semestre de vol. L'examen principal a lieu à la fin du semestre. Après avoir réussi l'examen, l'étudiant en vol reçoit le titre "A-Pilot". Juin 1931

Le Hols der Teufel est un planeur d'entraînement monoplace produit sous forme complète et en plan en Allemagne à partir de 1928. Il a été construit et utilisé dans le monde entier. Le premier planeur à porter le nom de Hols der Teufel fut l'influent Djävaler Anamma, conçu par Alexander Lippisch en 1923. Le nom était associé au juron de deux étudiants suédois des ateliers de la Wasserkuppe dont c'était la phrase préférée. Il se traduit en allemand par « Hols der Teufel » . Sa principale caractéristique structurelle était un cadre en A qui portait des ailes à renfort métallique et lié à un fuselage arrière à longerons plats. Il a ensuite évolué à travers le Schneider Grunau 9 (en) pour devenir le très populaire Zögling, qui évitait le membre avant controversé "skullsplitter" du cadre en A avec une jambe de force verticale derrière le pilote, et était lié au planeur secondaire RRG Prüfling (en) qui a remplacé le contreventement par des entretoises rigides . La machine suivant à s'appeler Hols der Teufel a été conçue par Lippisch et Hans Jacobs en 1928, peut-être avec l'aide d'Alexander Schleicher. La disponibilité immédiate de plans détaillés et le fait qu'avec sa faible charge alaire, le Hols der Teufel était l'un des rares planeurs d'entraînement avec la capacité de monter en ascendance pour emmener un pilote vers un badge C a entraîné une construction amateur généralisée dans le monde entier, bien que le nombre total soit difficiles à établir. Douze ont été immatriculés en Hongrie, un importé en 1929 et les autres construits localement entre 1931 et 1938. Sept figurent au Royaume-Uni sur le registre BGA (en), dont un au moins qui a volé avec le London Gliding Club (en) pendant plusieurs années. Pendant la Seconde Guerre mondiale, certains ont servi dans l'ATC. Deux ont été construits par un immigrant suisse au Brésil, dont un est exposé au Museu Aeroespacial à Rio de Janeiro, le seul exemple original survivant enregistré.

### L'Albatros

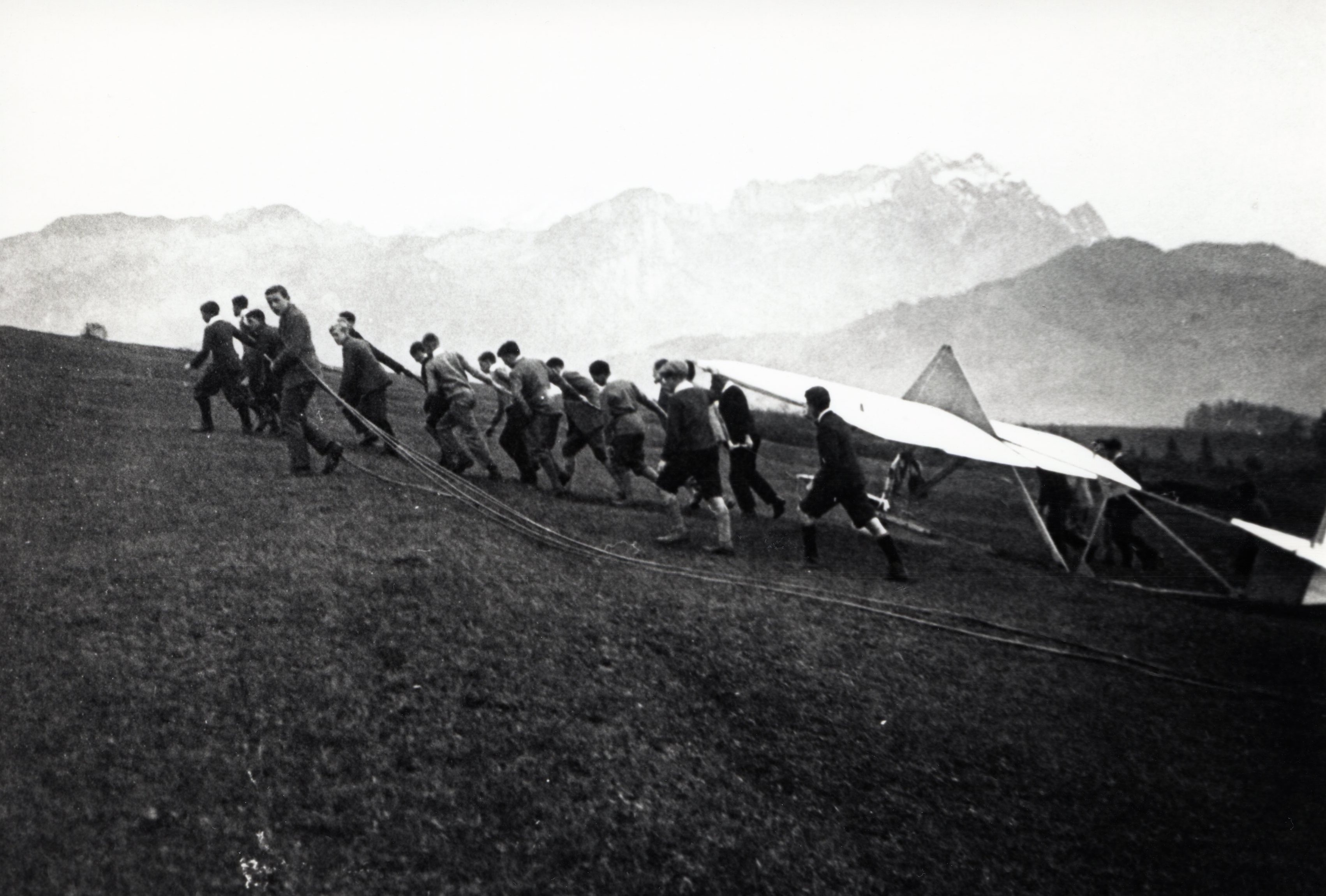
Transport du planeur jusqu'à son point de départ sur le Hirschberg près de Gais. 1929. Club de vol à voile l'Albatros, école cantonale de Trogen en Suisse.

L'expérience de l'Albatros (de), premiers clubs de vol à voile de Suisse est largement décrit sur la Wikipedia allemande. L'Albatros, à l'initiative de Helmut Berg, a construit ses propres planeurs de 1928 à 1933 à Trogen dans le canton d'Appenzell Rhodes-Extérieures et a également initié des vols avec équipage. La particularité de l'Albatross était qu'il était piloté exclusivement par des élèves de l'école cantonale de Trogen (de) , et que ces jeunes parcouraient de longues distances sans jamais avoir d'accident digne de mention.

### Du vol plané au vol à voile, l'essor de la météorologie

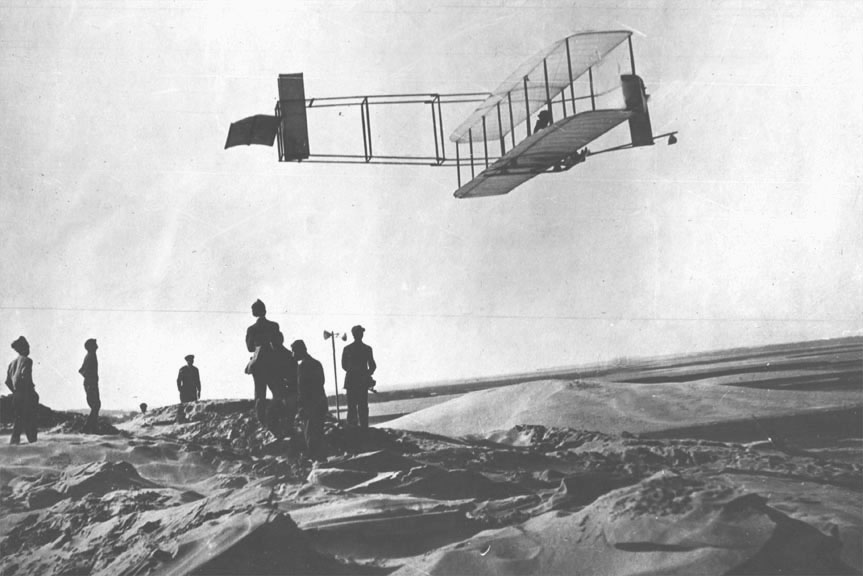
Le vol d'Orville Wright du 24 octobre 1911.

Les frères Wright ont fourni les premières données relatives au vol en ascendance de pente. L'histoire raconte qu'à Kitty Hawk en Amérique, avec une machine de leur propre construction, ils ont survolé une distance mesurée de seulement 33 mètres en une minute douze secondes. Ces chiffres suffisent à convaincre un aviateur qu'il s'agit certainement d'un vol en ascendance, c'est-à-dire qu'il a été fait usage des vents ascendants produits par les dunes de la côte. Après leur vol motorisé réussi, les frères Wright retournèrent à Kitty Hawk le 24 octobre 1911 pour poursuivre leurs expériences avec des planeurs; c'est là qu'Orville Wright effectua un vol ascendant de 9 minutes 45 secondes — « into the teeth of a wind » — dans les vents produit par les dunes, record qui est resté pendant dix ans. Wilbur Wright, avait choisi Kitty Hawk comme lieu d'essai des aéronefs en 1900 après avoir étudié les tableaux des vitesses horaires moyennes du vent enregistrées dans 120 stations météorologiques gérées par le US National Weather Bureau ; le dépouillement des données a montré que les vents à Kitty Hawk soufflaient à la sixième vitesse la plus élevée du pays ; ceci et l'isolement du site par rapport aux journalistes, ont conduit au choix de l'endroit,.

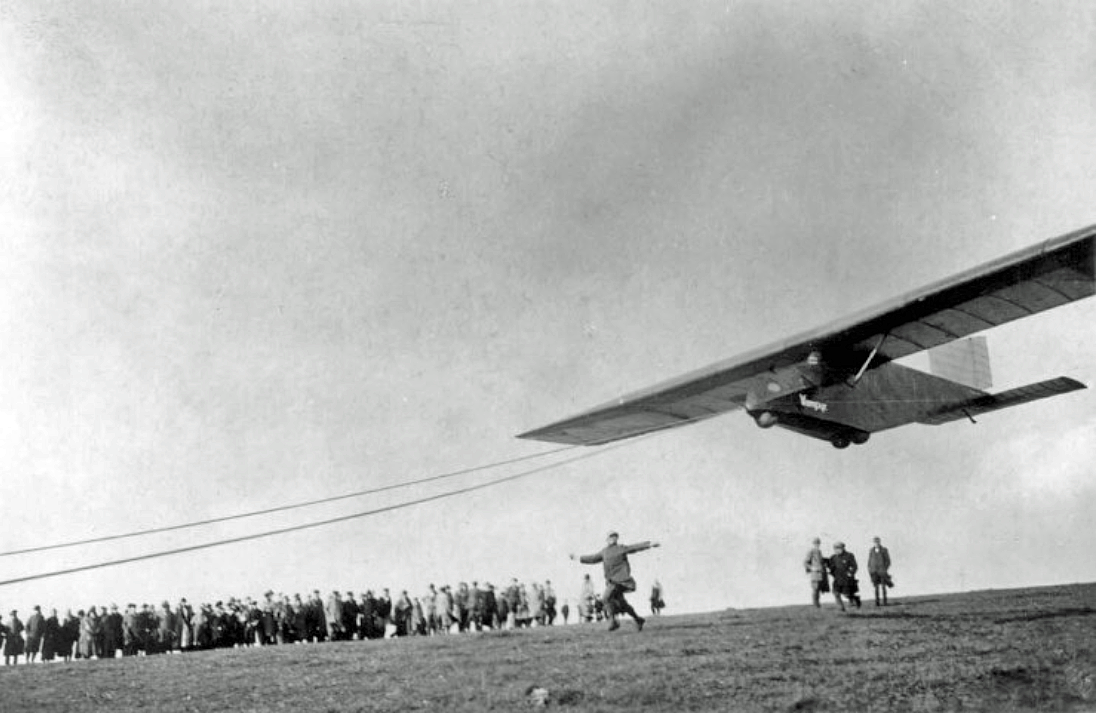
Un départ du Vampyr au concours de la Rhön en 1922

Sur la Wasserkuppe, Wolfgang Klemperer avec le Schwarzer Teufel, bat le record d'Orville Wright avec un vol de 13 minutes; record dépassé par Arthur Martens, qui vole pendant 15 minutes 30 secondes, et plus tard par Friedrich Harth, dont les expériences de vol à voile ont commencé avant la guerre, record relevé à 21 minutes 13 secondes. C'est lors de la troisième réunion de la Rhön, en 1922, que les choses ont vraiment commencé à bouger. Les descentes en vol plané sont désormais un jeu d'enfant; les pilotes expérimentés commencent à maîtriser l'art du vol à voile. Sur le « Vampyr », conçu et construit par des professeurs et des étudiants de l'Institut technique de Hanovre, le premier véritable planeur, Arthur Martens effectue le 18 août 1922, le premier vol sans moteur de plus d'une heure (1:06h), s'élevant à 108 m ; Arthur Martens a utilisé une technique suggérée par Walter Georgii (de), le directeur du département de recherche de la RRG, d'utiliser les masses d'air ascendante près de la pente, face aux vents dominants, et devant la pente faire de larges figures en 8. Le lendemain, Fritz Henzen reste dans les airs pendant 2 heures 10 minutes, et cinq jours plus tard pendant plus de 3 heures 6 minutes. D'autres pilotes sur d'autres machines réaliseront alors des vols semblables. Georgii, se retournant plus tard sur ce jour du 18 août 1922, déclarera que c'est ce jour que le vol à voile est né; incidemment, cela a encouragé Georgii à se spécialiser dans la météorologie en plein essor et à prendre en charge la RRG,, . La même année, Arthur Martens a fondé la première école de vol à voile au monde, qui porte son nom.

La nouvelle de ces vols a balayé l'Europe, accroissant la participation au sport dans de nombreux pays; jusque-là, le vol sans moteur avait attiré peu d'attention en dehors du petit groupe de passionnés, mais ces réalisations ont démontré ses possibilités au monde entier. Plusieurs rencontres de vol à voile ont lieu à Itford Hill, dans le Sussex en Angleterre (1923), à Biskra, en Algérie, à Vauville, en France (le deuxième congrès expérimental du 6 au 26 août 1923, le premier Congrès expérimental d'aviation sans moteur à Clermont-Ferrand avait eu lieu sur le Puy de la Combegrasse du 6 au 20 août 1922), et également sur la péninsule de Crimée, à Uzun-Syrt (ru). Les pilotes français ont été, pendant un certain temps, de sérieux prétendants aux premiers honneurs : en janvier 1923, Joseph Thoret fait voler un avion à moteur avec le moteur coupé pendant 7 heures, record dépassé par Alexis Maneyrol, puis par Georges Barbot, qui tient la durée de plus de 8 heures 30 minutes en fin d'année. La hauteur de 1 750 pieds est également atteinte par un Français, Deschamps.

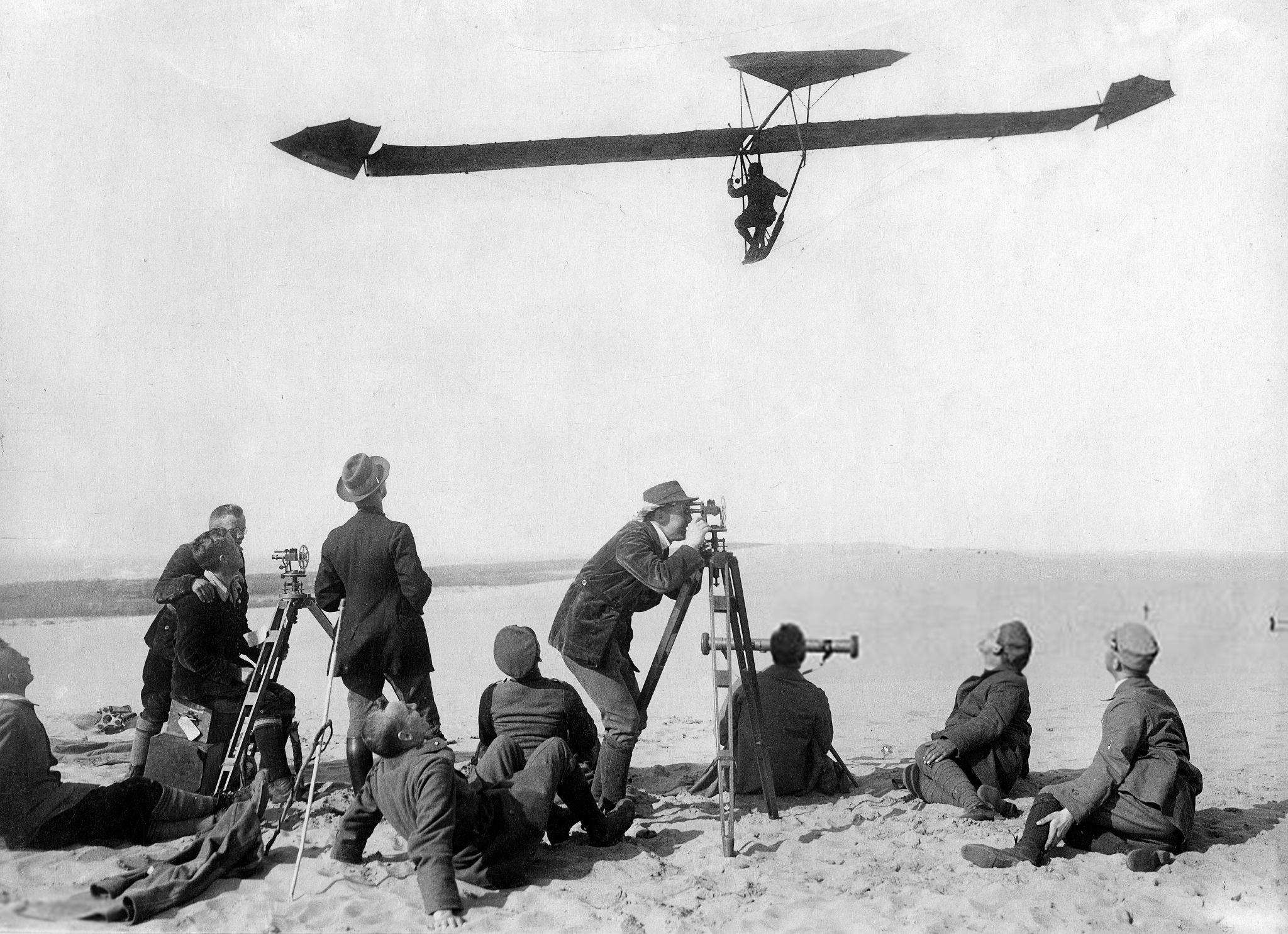
Le 11 mai 1924, pendant la 2e compétition de vol côtier à Rossitten sur son FS3, Besenstielkiste avec en 8h42 un record du monde de vol continu en vol à voile.

Le 11 mai 1924, Ferdinand Schulz avec son FS3, surnommé Besenstielkiste (placard à balais), vole à la 2eCompétition de vol côtier à Rossitten durant 8 heures 42 minutes, un record du monde en vol continu. Comme pour son FS2 en 1921, son FS3 n'avait pas été admise au concours de la Rhön en 1923 pour des raisons de sécurité.
Après les vols de durée de Martens et Hentzen en 1922, il y a eu une crise dans le mouvement du vol à voile, dans la mesure où beaucoup pensaient que le vol à voile pour lui-même devait être abandonné: pour tout dire les pilotes s'ennuyaient à parcourir les pentes et étaient frustrés par la vitesse lente et les récupérations difficiles qui suivaient la plupart des atterrissages. Ces personnes étaient d'avis que les possibilités de vol à voile étaient épuisées et que le moment était venu de se tourner vers le vol motorisé,. Certes, l'avion à moteur avait beaucoup à apprendre en matière de construction et d'aérodynamisme des planeurs hautes performances qui s'était entre-temps plus ou moins normalisé. Il aurait été possible de développer des avions motorisés plus économiques en appliquant une partie de l'expérience acquise dans le vol plané. Contrairement aux intérêts du vol à voile, il a été décidé d'organiser dans la Rhön, des concours de planeur à moteurs auxiliaires, soit des avions légers, en même temps que le concours de vol à voile. Les avions à moteur léger abordables qui sont devenus disponibles en Allemagne en 1926 ont éloigné de nombreux pilotes du vol à voile ; et le sport aurait peut-être disparu si les météorologues et les pilotes n'avaient pas découvert et cartographié de nouvelles formes de portance, signifiant la fin du mouvement de vol à voile. Toutefois les planeurs l'emportèrent sur les avions légers.
Le 12 août 1926, Max Kegel est devenu célèbre lorsqu'il a remporté le 7e Compétition de vol à voile de la Rhön. S'abandonnant à de puissants  courants ascendants  dans un orage (une ligne de grain), après avoir décollé de la Wasserkuppe, il a involontairement gagné environ 2 000 m d'altitude, de sorte qu'il a pu voler jusqu'à Meiningen. Bien que le cockpit ouvert du planeur ait laissé sa tête sans protection, Kegel a survécu à des turbulences extrêmes, à la pluie et à la grêle. La distance de vol était de 55,2 km, c'était un record du monde. Le vol dans les nuages — comme on appelle ce type d'envol — était périlleux ; et des pilotes sont morts ; mais la pratique a contribué à revigorer le sport, générant de la publicité, puisque les pilotes allemands ont doublé le record du monde de distance en moins de trois ans,.
Au début des années 1930, les météorologues avaient compris la relation entre géographie et convection atmosphérique: les cumulus se forment plus souvent au-dessus de larges vallées de montagne parsemées de plans d'eau, de pentes de montagne chauffées par le soleil, de marécages et d'autres zones susceptibles de produire de la vapeur d'eau, ainsi que de champs ouverts de prairies. La possibilité que des thermiques puissent se former presque n'importe où sur terre a inspiré les expéditions de Georgii en Amérique du Sud, où Heini Dittmar (de), le 16 février 1934 établit un record mondial d'altitude en montant à 4 621 m (15 200 pieds) à travers le corps et en haut de trois cumulus se développant en succession rapide, lors d'un vol depuis Campo dos Afonsos à Rio de Janeiro (en).
Lors d'un concours de vol à voile organisé en mai 1937, Joachim Küttner collecte les données de vingt-cinq planeurs équipés d'instruments, pour étudier les ondes orographiques générées sous le vent des montagnes du Hirschberg et du Riesengebirge. Küttner grimpera à 7 387 m (24 300 pieds) dans cette vague lors de son propre vol d'exploration, quatre mois plus tard. L'ascendance ondulatoire avait été découverte en 1933 par Wolf Hirth et l'un de ses étudiants, Hans Deutschman, à Grunau.

### Emulation
Alors que les aviateurs et les constructeurs d'avions du reste du monde sont en train de travailler à améliorer les performances des avions motorisés, les Allemands conçoivent, développent et pilotent des planeurs toujours plus efficaces et découvrent des moyens d'utiliser les flux d'air naturels dans l'atmosphère pour les faire voler plus loin et plus vite. Beaucoup de ces planeurs pilotés en 1920 sont des hängegleiter en ce sens qu'ils sont toujours contrôlés uniquement par le mouvement pendulaire du corps du pilote,. Au cours de la décennie suivante, le concours a gagné en popularité. Pas moins de 70 clubs de planeurs d'Europe vont envoyer leurs meilleurs planeurs et pilotes pour concourir pour des prix de durée, d'altitude et de distance, le prix le plus convoité était celui offert par le président Paul von Hindenburg. Pas moins de 60 000 spectateurs ont parsemé les pentes de la montagne pour assister à ces événements. Pratiquement tous les ingénieurs aéronautiques européens de l'époque vont là-bas tester et modifier leur avion et des rapports seront générés (qui remonteront jusqu'à la NACA par exemple),. Certains concepteurs de planeurs concurrents seront Alfried Gymnich, Gottlob Espenlaub, Alexander Lippisch, Heinz Schneider, Francis Chardon, Willi Pelzner, et Hans Richter, alors qu'il était ingénieur. Henri Mignet sera occupé en France et Czesław Tański en Pologne.
Faisant suite aux résultats obtenus par les concours allemands de la Rhön, différentes compétitions vont être lancée partout dans le monde.

#### Itford Hill, Sussex
En août 1922, le Daily Mail a offert un prix de 1 000 £ pour le vol de la plus longue durée effectué par un avion non motorisé et plus lourd que l'air. Le concours devait être organisé par le Royal Aero Club, qui a choisi le site de Itford Hill, dans les Sussex South Downs près de Lewes et la date du 16 au 21 octobre. Cela a donné aux concurrents six semaines pour concevoir, construire et transporter leurs planeurs; 13 sont arrivés à temps et l'un d'eux était le planeur Handasyde, numéro 2 du concours, qui devait être piloté par FP Raynham. Malgré des conditions venteuses tout au long de la semaine de compétition, Raynham a piloté plusieurs fois le Handasyde. Après quelques entraînements pendant le week-end, il a effectué deux vols de compétition le lundi 16 octobre, dont le meilleur a duré 11 min 23 s. Apprenant de l'approche adoptée par Anthony Fokker, qui avait plus d'expérience en vol à voile, il a considérablement amélioré son temps le lendemain à 113 min et semblait prêt pour le prix du Daily Mail . Il y avait peu de vols le jeudi à cause des vents, et l'équipe Handasyde en a profité pour installer une rallonge de safran et augmenter le braquage des ailerons. Pourtant, dans l'après-midi du dernier jour, samedi 21 octobre, le français Alexis Maneyrol est resté en l'air pendant 201 min dans son planeur Peyret à ailes tandem. Raynham a effectué un autre vol, mais il fut bref et il a dû se contenter du prix Ogilvie de 50 £ pour le meilleur vol britannique le premier jour et d'un autre prix de 10 £, de la Chambre de commerce de Seaford, pour le plus long vol en ligne droite. Il a ensuite reçu le Trophée Britannia pour le vol britannique le plus prometteur de l'année.

#### Combegrasse, Banne d’Ordanche en Auvergne, Vauville

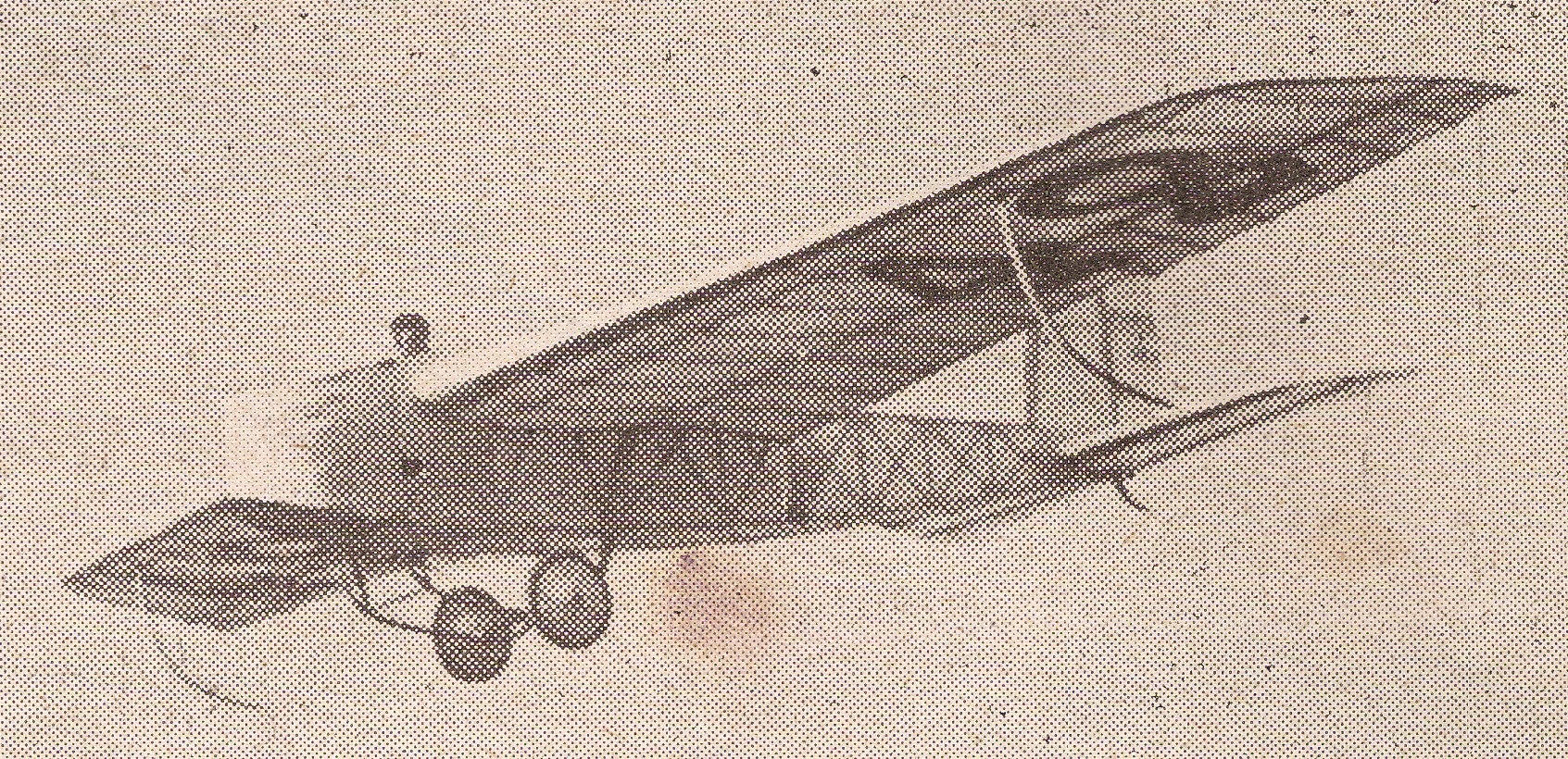
Le planeur Abrial A-1 de Georges Abrial en 1922 à Combegrasse.

Avec l'appui du Ministère de la Guerre et de l'Aéronautique, le premier Congrès expérimental d'aviation sans moteur à Clermont-Ferrand a lieu sur les pentes du Puy de la Combegrasse du 6 au 20 août 1922, dans le Puy-de-Dôme. On peut y voir déjà le champion Français Éric Nessler, Georges Abrial et Jean Casale sur un monoplan de Louis De Monge.
Le Congrès fait suite aux résultats obtenus par les concours allemands de la Rhön. La France ignorait alors à peu près tout des « mécanismes » des vols allemands. Les organisateurs ont choisi Combegrasse en ignorant tout des caractéristiques de la Wasserkuppe. Les organisateurs ont trouvé simplement une hauteur d'où les planeurs pouvaient décoller et des terrains tout autour où ils pouvaient atterrir, une dénivellation assez importante pour y faire des vols planés. Le choix de Combegrasse a été critiqué par la suite ; les vents y furent quasi-inexistants ou défavorables à de longs vols. À la suite de ce premier congrès, un centre est installé de manière durable sur la Banne d’Ordanche qui devient le berceau du vol à voile français de 1931 à 1939 et de 1941 à 1943. Le deuxième Congrès expérimental d'aviation sans moteur et à petite puissance s'ouvre à Vauville du 5 au 27 août 1923. Le 21 août 1923, Alexis Maneyrol remporte l’épreuve du vol de durée au meeting d’aviation de Vauville, en tenant l'air 4 heures, 22 minutes et 13 secondes.

#### Uzun-Syrt en Crimée

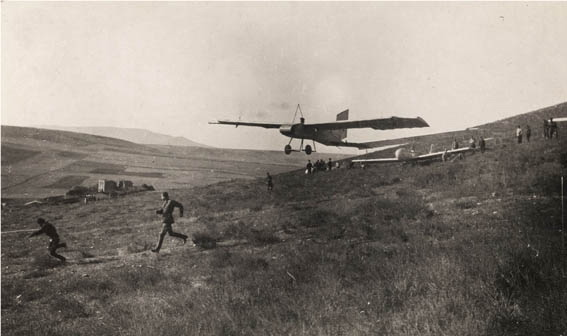
Planeur A-5 de Artseulov en vol, en 1923, à Uzun-Syrt, Crimée

À Moscou, au début des années 1920, les passionnés de planeurs étaient suffisamment nombreux pour organiser, avec le soutien du Glavvozdukhoflot des Forces aériennes soviétiques, le cercle « Parjashhij polet » (Vol plané, en russe : Парящий полет). Le groupe sera vite dirigé par le pilote Constantin Artseulov (ru) (petit-fils de l'artiste Ivan Aïvazovski) et comprendra le spécialiste de l'aérodynamique Vladimir Vetchinkin (en) et le pilote Nikolai Anoshchenko (ru). Bientôt, les membres du cercle ont commencé à construire le planeur A-5, de conception Artseulov. L'appareil a été assemblé directement dans l'aile droite du Palais Petrovski (aujourd'hui la zone de la station de métro Dinamo), où le Parjashhij polet était basé. À l'été 1923, le planeur était prêt et effectuait son premier vol. Un peu plus tard, le Parjashhij polet sera rejoint par un cercle de vol à voile à l'Académie de la flotte aérienne (Akademii vozdushnogo flota - АВФ) - la future Académie des ingénieurs de l'Armée de l'air Joukovski. Et en mars 1923, la Société panrusse des amis de la flotte aérienne (Obshhestvo druzej vozdushnogo flota - ОВДФ) a été créée, ce qui a assuré le caractère de masse du vol à voile soviétique,,.
L'idée d'organiser les premières compétitions de vol à voile de toute l'Union en Crimée fut lancée par Artseulov qui avait une bonne idée des possibilités de vol en ascendance thermique autour des basses montagnes à proximité de Koktebel. La première compétition de planeur Vsesoyuznyye (всесоюзный, de toute l'Union Soviétique) s'ouvrit le 1er novembre 1923 à Uzun-Syrt (ru), le concours rassemblait 10 planeurs. Se trouvaient parmi les participants Sergueï Nikolaïevitch Ljusjin (ru) (l'un des fondateurs de Mikoyan-Gourevitch) ; le concours se termine dix-huit jours plus tard. Le A-5 établit un record de durée de vol : 1 heure 20 minutes et 30 secondes. Artseulov n'était pas au pilotage à cette époque, il soignait deux fractures subies lors d'essais infructueux du premier chasseur soviétique I-400 conçu par Polikarpov. Fin novembre, tous les avions ont été renvoyés à Moscou pour y être exposés au Palais Petrovski.
Parmi ceux qui seront associés à Parjashhij polet, il y a beaucoup de futures célèbres concepteurs d'avions soviétiques comme Sergueï Iliouchine ou Sergueï Ljusjin et Alexandre S. Yakovlev, qui travailleront ensemble. Au cours des dix années suivantes, Artseulov fera une quantité importante de vols. Parmi les passionnés de vol à voile, qui travailleront avec lui sur la conception de planeurs, se trouveront d'autres futures célébrités comme Alexandre S. Yakovlev et Sergueï Korolev, Oleg Antonov et Sergueï Iliouchine. Artseulov se préparait déjà à recevoir le titre de pilote honoré de l'URSS, lorsqu'il fut soudainement arrêté et en février 1933 exilé à Arkhangelsk, où il vécut pendant 14 ans. Il n'est jamais revenu à l'aviation,,. Au total, 11 compétitions ont eu lieu à Uzun-Syrt de 1923 à 1935. Le 7 septembre 1973, un monument aux pilotes de planeurs y a été construit. En 1977, il a été décidé de créer la base de recherche de planeurs TsAGI à Uzun-Syrt ; en 1992, la base a été réorganisée en centre de vol à voile Koktebel . Officieusement, Uzun Syrt est appelé « Mont Klementyev », en mémoire du pilote de planeur d'essai Piotr Nikolaïevitch Klementiev (ru) , décédé ici lors des essais d'un nouveau planeur le 11 septembre 1924.

#### Elmira, New York

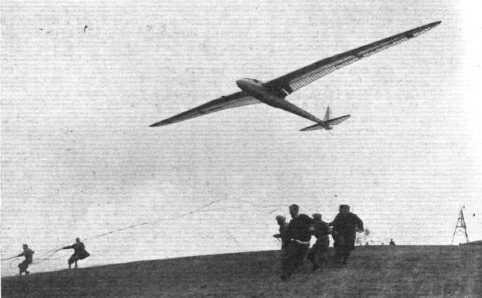
, planeur de haute performance développé par l'Institut allemand de recherche pour le vol à voile (DFS). Ici sur la Wasserkuppe, Compétition de vol à voile de la Rhön. 1930

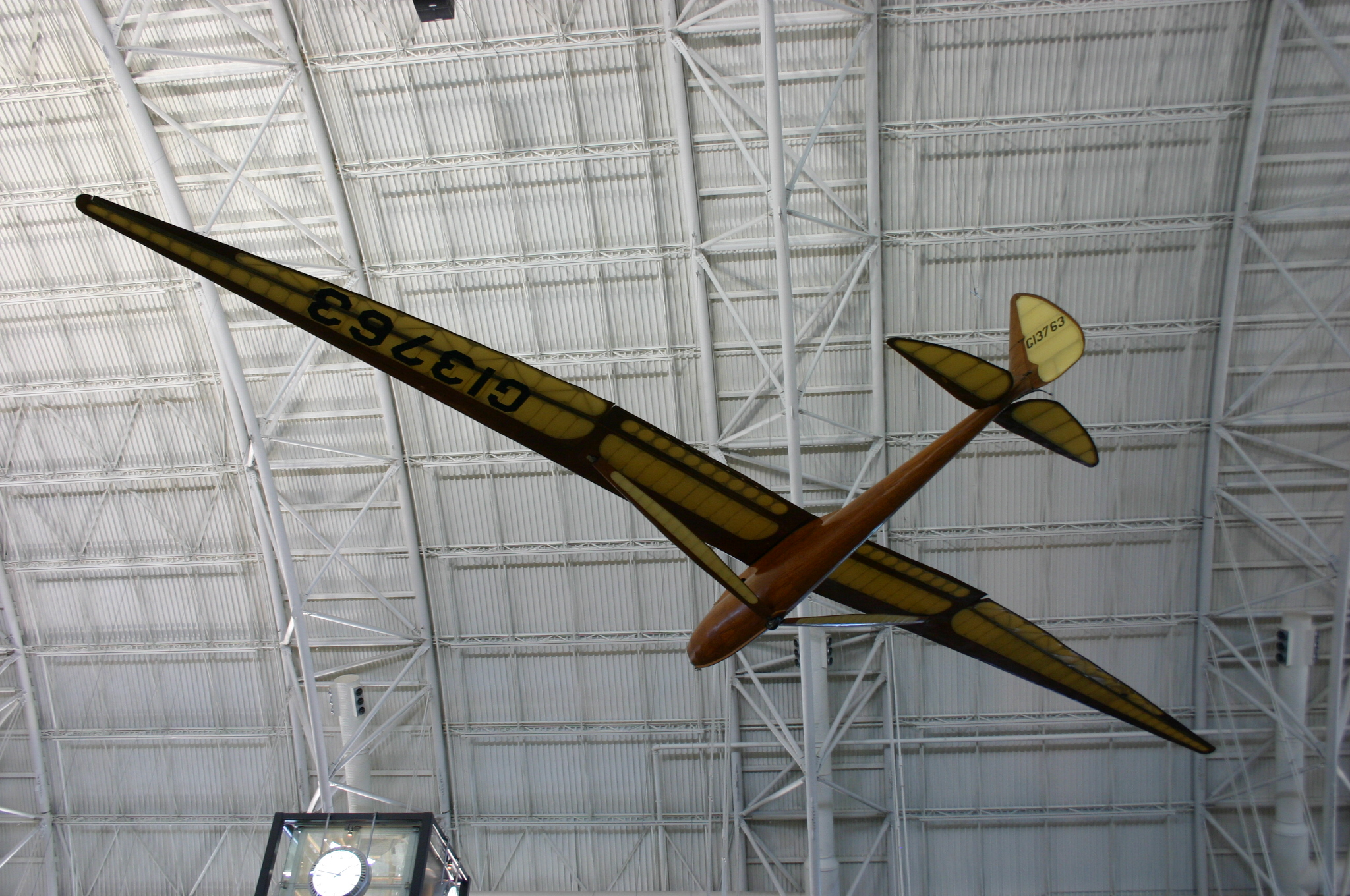
Bowlus 1-S-2100 Senior Albatross "Falcon" de Hawley Bowlus. 1930

En 1928, avec des machines sûres, l'Allemagne avait modernisé le vol à voile ; quinze mille Allemands pratiquaient alors le vol à voile et les clubs de vol à voile en Allemagne étaient aussi nombreux que les clubs de golf en Amérique. Le 30 mai 1928, à Provincetown (cap Cod), sont invités par l'American Motorless Aviation Club, les pilotes de planeur allemands Paul Laubenthal, Paul-Franz Rohr et Peter Hesselbach de la Rhön-Rossitten Gesellschaft, pour mettre en place la première école de planeur officielle aux États-Unis (« pour apprendre à l'Amérique à voler sans essence » [sic]); ils viennent avec leurs planeurs D-17 Darmstadt (en), qui sont les premiers planeurs à vraiment ressembler aux planeurs modernes. Leurs vols ont fait beaucoup de publicité ; mais avant leur arrivée, les étudiants du Massachusetts Institute of Technology s'étaient affairés à mettre au point ce que l'on disait être la première flotte de planeurs d'Amérique; ils les piloteront aussi à Cape Cod et à Elmira. La même année Edward S. Evans un industriel de Détroit qui avait envoyé son fils sur la Wasserkuppe, fonde un premier club de vol à voile dont il supervise la conversion en National Glider Association en 1929. Au fil du temps, des clubs vont se former aux États-Unis, des contacts vont être établis avec la Rhon-Rossitten Gesellschaft et la British Gliding Association; en 1931, la NGA comptera 60 clubs et environ 1 800 membres (Il existait alors près de 200 clubs de planeurs aux États-Unis avec environ 3 000 membres). Sous les auspices de Evans, vont être créés les deux premiers concours nationaux de vol à voile à Elmira (National Soaring Contests de 1930 et 1931). Bowlus est au 1st National Soaring Contest de 1930, où il rencontre Gus Haller, Wolf Hirth et Martin Schempp, alors associés dans la Haller-Hirth Sailplanes Manufacuring Company ; avec Hirth en 1931, il lance une école de vol à voile, la Bowlus Glider School. Les vols réalisés au 1st National Soaring Contest par les Allemands sur leurs planeurs hautes performances ont aussi suscité la curiosité des frères Schweizer, qui roulent 230 miles dans la Ford familiale pour assister au 2nd National Soaring Contest de 1931. Bien que la NGA se soit éteinte en 1931, de ses cendres est née la Soaring Society of America.

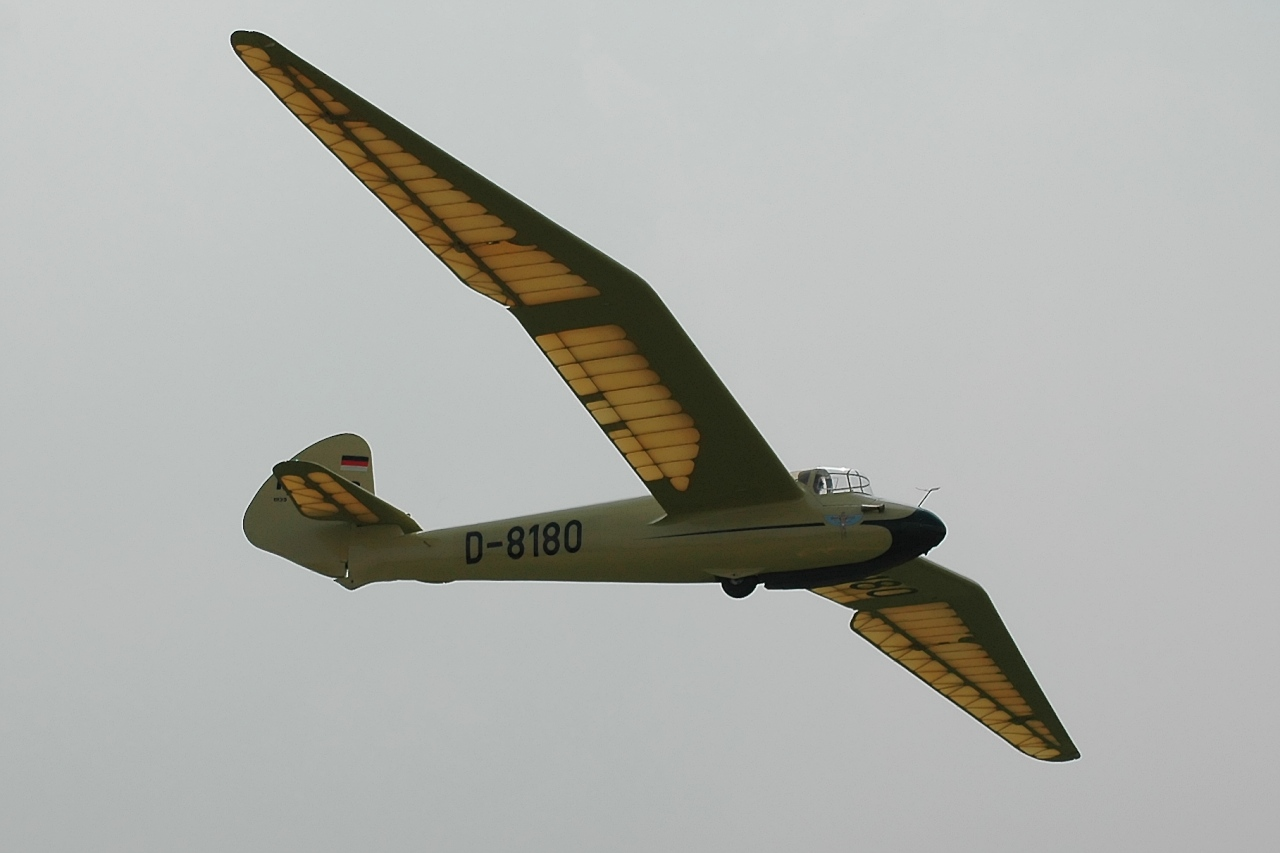
Göppingen Gö 3 Minimoa de Martin Schempp. Planeur de 1935

Mais la passion de Hawley Bowlus pour les planeurs est plus ancienne, remontant au Los Angeles International Air Meet de 1910; Hawley Bowlus aux États-Unis entre 1911 et 1929, construit une série de quinze planeurs de sa propre conception, et fait tomber un des records des frères Wright qui durait depuis 18 ans ; il reçoit la licence de planeur numéro deux délivrée par les États-Unis, et signée par Orville Wright ; il est aussi de l'équipe qui construit le Spirit of St. Louis. Le vol de Lindbergh vers la France le 20 mai 1927 électrise toute une génération et pousse une partie de la jeunesse de cette époque à piloter à la fois des avions à moteur, et des Primary glider, des planeurs bon marché.
Martin Schempp né à Stuttgart a émigré aux États-Unis en 1926 ; une conférence de Lindbergh sur sa traversée de l'Atlantique l'inspire tellement qu'il retourne en Allemagne en 1928 pour y apprendre à voler; après avoir terminé sa formation de base en vol à voile, il acquiert sa licence de pilote d'avion motorisé à la société Klemm à Böblingen ; à cette époque il rencontre Wolf Hirth, avec qui il noue une amitié étroite et durable; Schempp retourne aux États-Unis en 1929 pour y concevoir des planeurs allemands sous licence chez Haller-Hirth Sailplanes et pour officier en tant qu'instructeur de vol à voile à la Haller School Of Soaring Flight à Pittsburgh; des vols spectaculaires avec un certain nombre d'amerrissages forcés involontaires le font connaître aux États-Unis; après ses succès aux 2nd National Soaring Contest à Elmira de 1931, devenu l'équivalent américain de la Wasserkuppe, il obtient un « Silver badge C »  (no 8 mondial) et s'installe en Californie où il travaille avec Bowlus sur son planeur haute performance, le Bowlus 1-S-2100 Super Albatros; Bowlus est fortement influencé par le travail des Allemands ; l'aile du Super est presque une copie de l'aile du Wien de Robert Kronfeld ; le Super Sailplane et le Senior Albatross utilisent tous deux le même profil d'aile Göttingen 549; lorsque Bowlus construit la série Senior Albatross, l'enceinte du cockpit ressemble étroitement à celui du Fafnir créé par Alexander Lippisch pour le pilote Günther Groenhoff (de); en 1934, estimant que ses perspectives professionnelles aux États-Unis trop incertaines, Schempp accepte une offre de Wolf Hirth qui est retourné en Allemagne en 1934, et est alors directeur de l'école de vol à voile sur le Hornberg (de) ; avec l'aide de Hirth, Schempp ouvre à Göppingen sa propre entreprise en 1935 : la Sportflugzeugbau Göppingen Martin Schempp, il construit le Gö 1 Wolf et le Göppingen Gö 3 Minimoa, aujourd'hui considéré comme l'un des plus beaux planeurs de l'ère du bois. ; en 1938, Wolf Hirth, principalement responsable des travaux de conception, devient officiellement associé de l'entreprise, qui prend alors le nouveau nom de « Sportflugzeugbau Schempp-Hirth ».
Le 20 juin 1931 Robert Kronfeld est le premier pilote de planeur à traverser la Manche dans les deux sens.

### Records internationaux

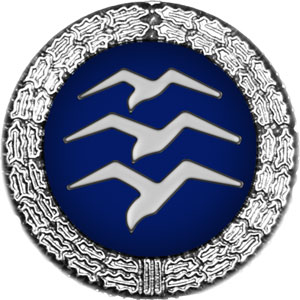
« Silver badge C »

Depuis la création de la Compétition de vol à voile de la Rhön, au cours des seize années qui suivront jusqu'en 1937, les records du monde atteindront les chiffres de 40 heures 45 minutes pour la durée, plus de 19 000 pieds pour l'altitude (5 791 mètres) et 405 milles pour la distance (652 km, record russe établi par Viktor Rastorguev (ru)). Cependant les États-Unis resteront à la traîne. Le record de durée américain à la même époque est de 11 heures 36 minutes réalisé à Honolulu en 1932; les records d'altitude et de distance, tous deux détenus par Richard C. du Pont, président de la Soaring Society of America, sont respectivement de 6 233 pieds (1 900 mètres) et de 158 miles,. Le 2 mai 1938, sur le Göpailpingen Gö 3 Mimoa appartenant à du Pont, Lewin B. Barringer portera les records américains à 7 500 pieds et 212 milles, pour un vol de Wichita Falls à Tulsa aux États-Unis, très loin des records russes. Il y a en 1937 près de quatre cents licences de pilote « Silver badge C » dans le monde; de loin, le plus grand nombre d'entre elles se trouvent en Allemagne ; la Pologne est deuxième avec 56, l'Angleterre troisième avec 26, l'Autriche quatrième avec 14 et les États-Unis sont cinquièmes avec seulement 10,,. La licence « C » et épinglette aux trois goélands est délivrée pour un vol au cours duquel le pilote maintient une altitude supérieure à celle du point de largage de la remorque pendant au moins cinq minutes. Le « Silver badge C » s'adresse à des pilotes qui ont satisfait aux trois exigences suivantes en deux vols ou plus : durée de 5 heures, distance de 50 km ou 31 milles et altitude de 1 000 mètres ou 3 280 pieds. Les premiers lauréats de la « Silver badge C » furent Wolf Hirth et Robert Kronfeld le 15 février 1931. Ces licences sont délivrées par la Commission internationale de vol à voile dont le siège est à Paris, ou par son représentant dans chaque pays.
En 1938, la Médaille Lilienthal est créée par la Fédération aéronautique internationale (FAI) attribuée aux personnes qui se sont distinguées par leur performance ou leur implication notable dans le domaine du vol à voile. Le premier récipiendaire est le pilote polonais Tadeusz Góra pour un vol de 577,8 km, un record polonais mais pas un record du monde.
À partir de juillet 1933, Hitler fait voter des lois qui orientent toute l'économie du Troisième Reich vers le réarmement. À la mort de Paul von Hindenburg en septembre 1935, le Drapeau de l'Allemagne nazie remplace le drapeau impérial sur tous les planeurs, particulièrement dans les compétitions internationales.

## Seconde Guerre mondiale
Même avant la montée du national-socialisme, le vol à voile sur la Rhön sert d'allégorie sympathique au renouveau nationaliste allemand. Le traité de Versailles ne donne un sens historique et un contexte au vol à voile qu'après août 1922, lorsque les pilotes de planeurs atteignent des records d'endurance d'une, deux et enfin trois heures et que la presse berlinoise salue ces exploits comme de véritables actes patriotiques. Cependant, une fois le lien entre le vol à voile et le nationalisme allemand forgé, l'histoire est réécrite pour donner même au début du mouvement de vol à voile en 1920 un dessein politique.
Sous le patronage du DVL (Deutsche Versuchsanstalt für Luftfahrt (de)), précurseur de l'actuel DLR (Deutsches Zentrum für Luft- und Raumfahrt), certaines Akafliegs ont d'abord pu échapper au nazisme, à l'époque national-socialiste. Peu avant la Seconde Guerre mondiale, elles ont ensuite été incorporées. dans la Nationalsozialistischer Deutscher Studentenbund en tant que groupes techniques de vol (Flugtechnische Fachgruppen, FFG). Les développements d'avions à cette époque étaient principalement liés à la technologie militaire. La Rhön-Rossitten Gesellschaft en tant que société indépendante ne pouvait plus exister dans une Allemagne nazie uniforme. Dans le cadre de la mise au pas (Gleichschaltung), le RRG a été démantelé été intégrées à l'Association allemande des sports aériens (DLV) ; celui-ci est ensuite devenu le Nationalsozialistisches Fliegerkorps (NSFK) en 1937 ; l'aéroclub de la Wasserkuppe a été en partie absorbé par les Jeunesses hitlériennes. L'institut de recherche du RRG a été rebaptisé en 1933, Deutsche Forschungsanstalt für Segelflug (DFS), Institut allemand de recherche sur le vol à voile en 1937 et a été développé sous Georgii pour devenir l'un des principaux instituts de recherche aéronautique allemands. Dans la nouvelle société, Lippisch a été autorisé à conserver son poste de designer en chef. Comme beaucoup de scientifiques allemands, Lippisch sera « accueilli » aux États-Unis après la guerre dans le cadre de l'Opération Paperclip. L'école de voile du Hornberg (de)  devenu l'un des centres de formation de vol à voile les plus importants et le plus représentatif du Wurtemberg et de l'ancien Reich allemand sous la direction de Wolf Hirth était censé devenir la Hochschule des Segelflugs, mais a été rapidement réorganisée en Reichssegelflugschule conformément aux exigences militaires de l'ère national-socialiste.
Au milieu de 1941, les États-Unis comptent environ 197 planeurs et entre 100 et 365 pilotes de planeurs (Time magazine renseigne 154 pilotes de planeurs certifiés, une poignée d'écoles de formation de pilotes de planeurs et moins de 200 planeurs); l'Allemagne compte 300 000 pilotes de planeurs dont une partie va produire l'élite de la Luftwaffe ; personnes motivées par l'aviation, elles sont entrainées non seulement à piloter des planeurs, mais aussi à les construire et les entretenir. Cette rareté du vol à voile aux États-Unis s'explique en partie parce qu'à aucun moment le mouvement de vol à voile n'a été soutenu par l'État, et aussi par le désintérêt marqué de l'armée pour les planeurs.

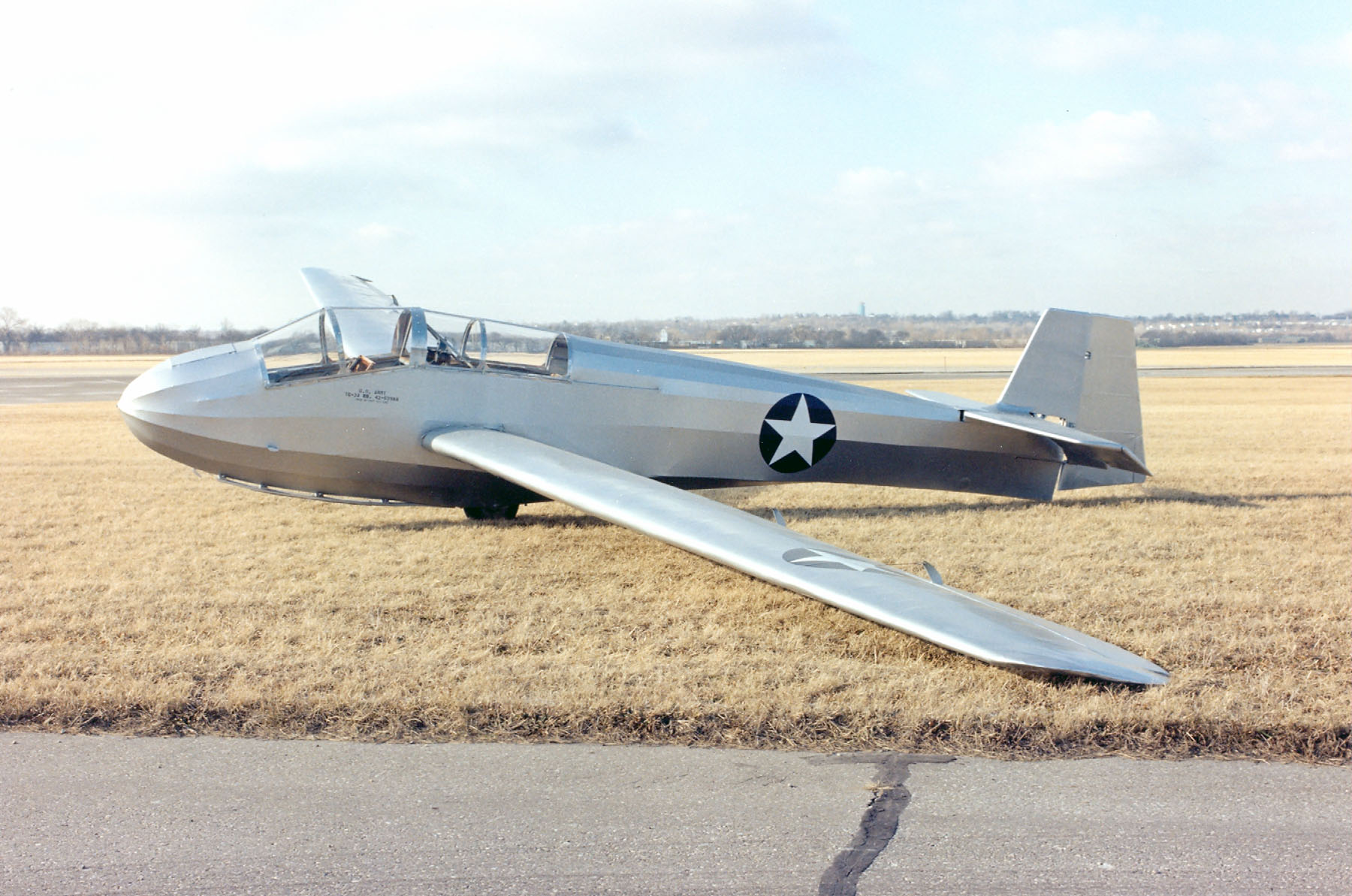
Le Schweizer SGS 2-12, planeur d'entraînement biplace américain. Dérivé du planeur d'entraînement biplace Schweizer SGS 2-8, il fut conçu spécifiquement pour répondre à un besoin de l'US Army Air Forces (USAAF) pour l'entraînement de pilotes de planeurs en vue de futures missions d'assaut aéroporté pendant la Seconde Guerre mondiale

Kronfeld en raison de ses origines juives, émigre en Angleterre en 1933 et devient citoyen britannique en 1939; pendant la Seconde Guerre mondiale, il sert dans la Royal Air Force, où il a atteint le grade de major et de chef d'escadron. Martin Schempp fabriquera des sous-ensembles en bois pour Messerschmitt, von Kármán parti aux États-Unis va contribuer au sein de Caltech à l'essor de l'industrie aérospatiale californienne ; deux représentants de la Soaring Society of America, Barringer et du Pont vont être impliqués au plus haut niveau de l'Air Corps dans le programme de planeur américain. Les prototypes de Bowlus pour l'armée seront tous refusés.
En 1934, le planeur cargo Groschew G-4, conçu pour six soldats, est construit en Union soviétique. Après le déploiement réussi du DFS 230, lors de la capture d'Eben-Emael les 10 et 11 mai 1940, les Alliés (General Aircraft Hotspur en Grande-Bretagne) et les puissances de l'Axe (Maeda Ku-1 (en), au Japon et Caproni TM-2 (pl) en Italie) ont commencé à développer des planeurs cargo. Le premier modèle (Waco CG-3A) a également été développé aux États-Unis, qui étaient encore neutres à l'époque. D'autres pays, comme la Suède ( AB Flygindustri Fi-3 (sv) ), la Turquie ( THK-1 ), l'Australie et l'Inde ont emboîté le pas mais n'ont pas obtenu de résultats significatifs.
Au total, plus de 3 600 exemplaires de planeurs militaires seront produits, qui seront encore utilisés après la guerre pour le transport de marchandises dans l'armée jusqu'en 1957.
Les planeurs de transport troupe n'avaient pas l'aura des planeurs haute performance qui s'étaient développer dans les compétitions internationales. C'étaient souvent d'énormes remorques aériennes lourdement chargées destinées à réaliser ni plus ni moins que des vols planés et si possible des atterrissages sans douleurs. Toutefois leur filiation avec la famille des planeurs plutôt que celle des avions est indéniable. Le Waco était à ce titre une machine remarquable de laideur fonctionnelle et, entre les mains d'un bon pilote, il pouvait réellement réaliser des performances de vol à voile; Chester Decker, champion national américain de vol à voile en 1936 et 1939, pilotait un CG-4A remorqué pour l'armée, transportant dix membres de troupe aérotransportée entièrement équipés lors d'un vol à travers le pays à destination de Wright-Field en Ohio ; à 7 000 pieds, l'air était agité de thermiques, le ciel parsemé de bons cumulus ; le planeur secoué s'est accidentellement détaché du câble de remorquage alors qu'il restait encore 50 milles à parcourir ; plutôt que de procéder à un atterrissage d'urgence. Decker a calmement recherché le thermique probable le plus proche, a grimpé jusqu'à la base des nuages, s'est dirigé vers le thermique suivant et s'est ainsi frayé un chemin vers sa destination, au grand étonnement des passagers.

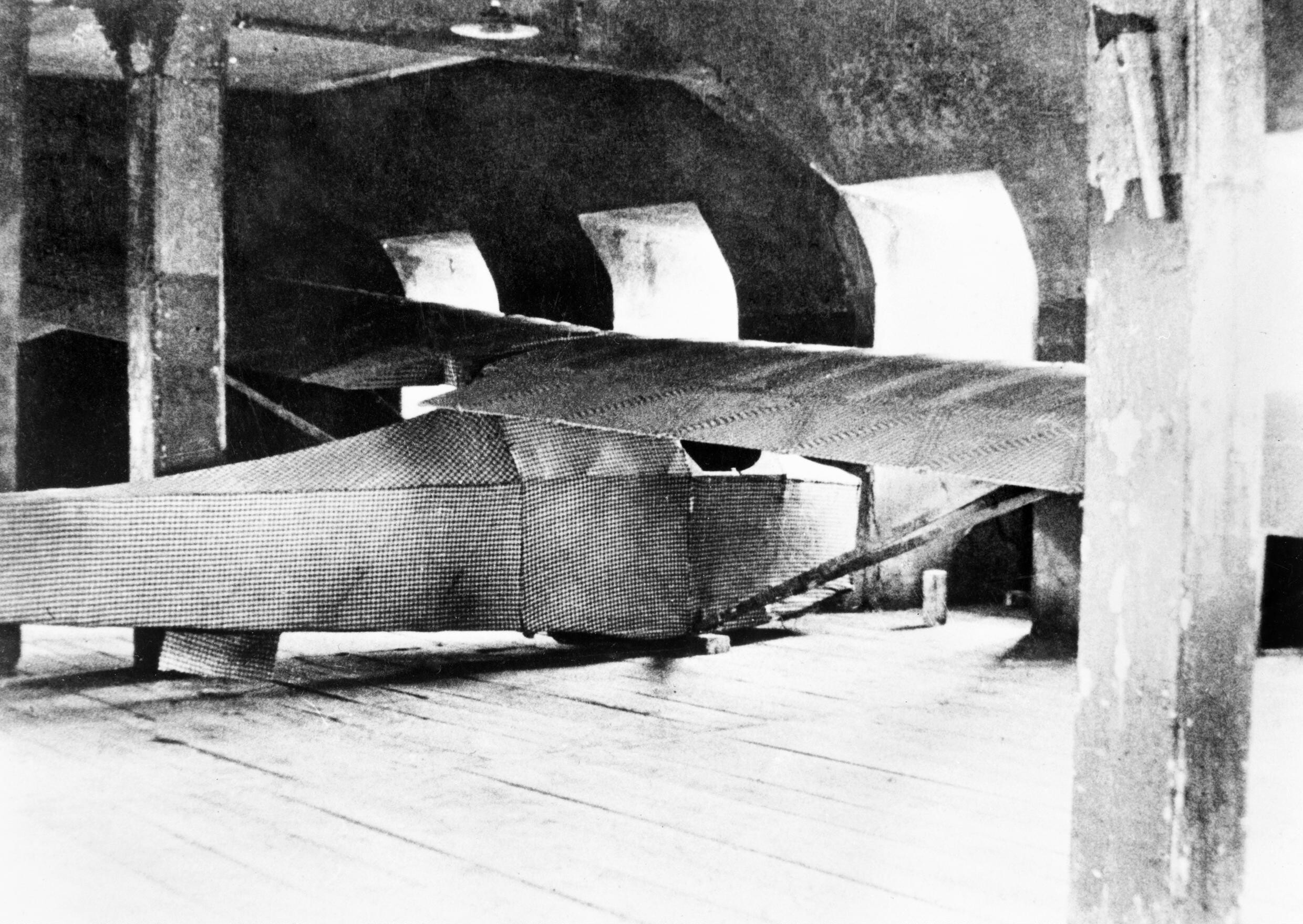
La seule photo connue du planeur "Cock" original prise par le correspondant du journal Lee Carson à Colditz le 15 avril 1945.

Lorne Welch qui a appris à piloter des planeurs au London Gliding Club (en) est fait prisonnier à l'issue Thousand-bomber raids (en) qui a vu son avion abattu. Envoyé Stalag Luft III, il participe à la Grande évasion, qu'il fait suivre du Delousing break (en) autre tentative d'évasion. Quand il a été réincarcéré à Colditz, le Cock était déjà en construction et Welch a effectué des calculs de contrainte vitaux. Pour ce planeur d'évasion, des centaines de nervures ont dû être construites, principalement à partir de lattes de lit, mais aussi à partir de tout autres morceaux de bois que les prisonniers de guerre pouvaient obtenir. Les longerons d'aile ont été construits à partir de planches de plancher. Les fils de commande ont été fabriqués à partir de câbles électriques prélevés dans des parties inutilisées du château. Des sacs de couchage de prison en coton à carreaux bleus et blancs ont été utilisés pour habiller le planeur, et du mil de rationnement allemand a été bouilli et utilisé pour sceller les pores du tissu. La guerre s'est terminée avant que le planeur ne soit terminé. Après la guerre, sur les pas de Kronfeld, Lorne Welsh fera voler un planeur à deux reprises à travers la Manche : d'abord de Redhill à Bruxelles dans un DFS 108 Weihe, puis dans un planeur biplace avec Frank Irving (en) .

## Après-guerre

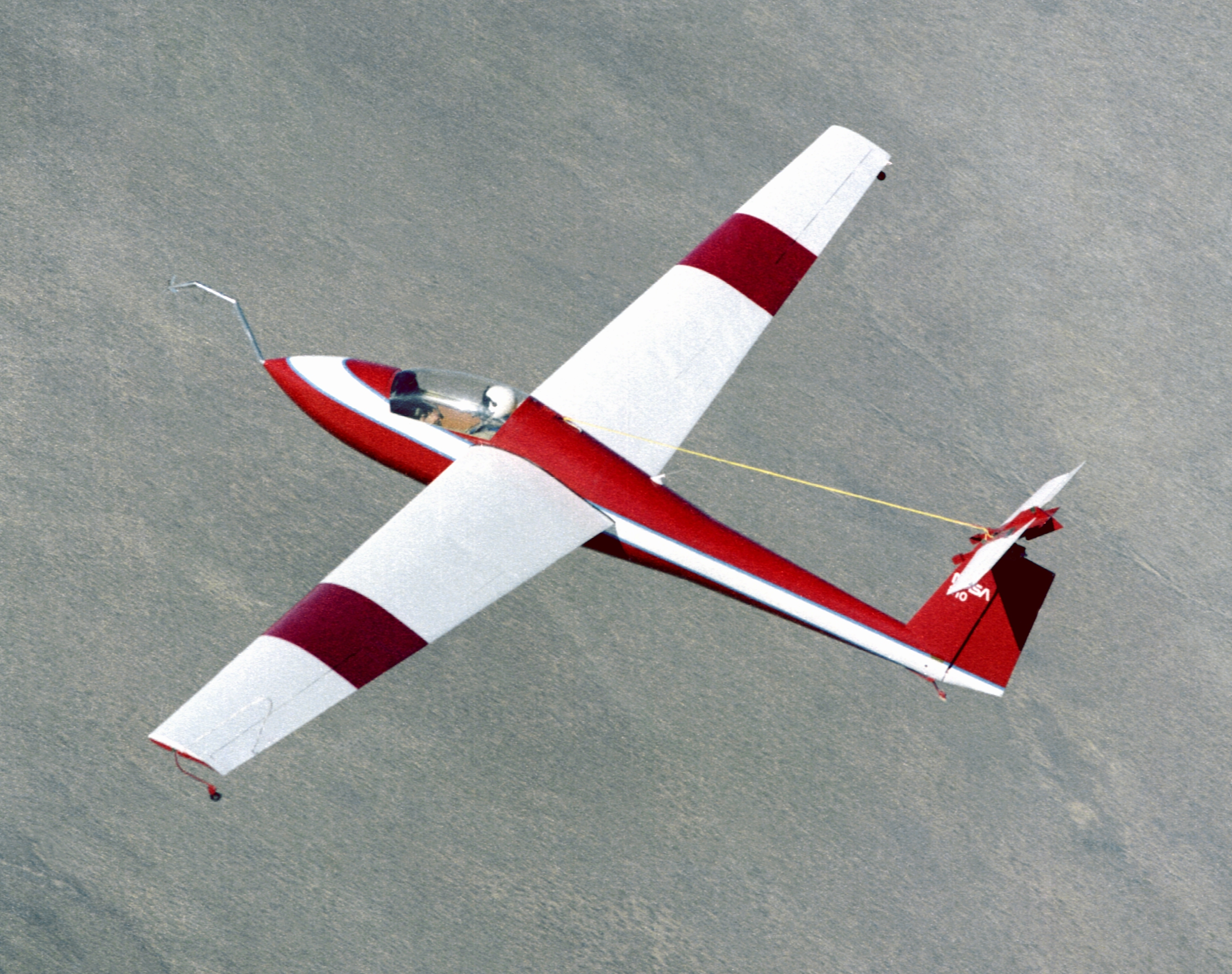
Un planeur Schweizer SGS 1-36, utilisé par la NASA pour une série de vols de recherche en Superdécrochage au début des années 1980 ; en vol au-dessus du désert de Mojave en Californie.

Après la guerre, le vol à voile en Allemagne fut de nouveau autorisé à partir de 1951, mais le terrain de la Rhön n'était plus idéal pour le vol à voile en raison de sa proximité avec la frontière intérieure allemande. À cela se sont ajoutés les progrès réalisés pour les lancements, qui sont devenus possibles depuis n'importe où avec le lancement au treuil (de) ou par remorquage (de). Les championnats allemands de vol à voile en tant que successeur des concours de la Rhön ne sont plus liés à un lieu spécifique.
Après la Première Guerre mondiale, les épreuves de durée et d'altitude ont disparu des concours. Les concurrents se disputent désormais le meilleur temps sur des circuits fermés. Les nouvelles exigences favorisent des planeurs qui peuvent voler rapidement sans gâcher leur angle de plané et capable de tourner assez lentement pour rester dans des thermiques étroits et faibles. Ainsi, la vitesse est devenue la mesure clé de l'habileté compétitive.
En 1951, le Ross-Johnson RJ-5 construit par Harland Ross et par Dick Johnson devient l'un des planeurs les plus célèbres jamais construits lorsque Johnson le pilote sur 535 mi (861 km) , d'Odessa, Texas à Salina, Kansas, battant le précédent record du monde de 70 mi (113 km) ; ce record durera 12 ans, jusqu'à ce qu'il soit battu par Alvin H. Parker dans un planeur Sisu 1A (en). Alvin H. Parker établit un record du monde de 784,14 km (487,26 miles) en 1963 d'Odessa à Great Bend, Kansas ; l'année suivante, il dépasse la barre historique des 1 000 km en parcourant 1 041,52 km (647,2 miles) d'Odessa à Kimball, Nebraska ; Il bat son propre record du monde de buts en 1969 en parcourant 922,59 km (573,3 miles) d'Odessa à Blanding, Utah.
Du 2 au 4 avril 1952, le français Charles Atger vole 56 heures et 15 minutes au-dessus des Alpilles sur un Arsenal Air 100, battant le record du monde. Bertrand Dauvin tentera de battre ce record en 1956, mais s'écrasera après 26 heures de vol. Après cela, la FAI a interdit de tenter de battre le record, en raison du danger encouru lors de cette épreuve.
En Pologne la Médaille Tański (pl) du vol à voile est créée le 4 novembre 1957 pour commémorer le 60e anniversaire des premiers vols de planeur du pionnier polonais du vol à voile, Czesław Tański. La première récipiendaire est Pelagia Majewska, par ailleurs récipiendaire de la Médaille Lilienthal en 1960 (depuis 1989, la Médaille Pelagia-Majewska a été créée qui récompense les femmes qui se sont distinguées par leur performance ou leur implication notable dans le domaine du vol à voile).

### L'ascendance ondulatoire, moteur des records d'altitude

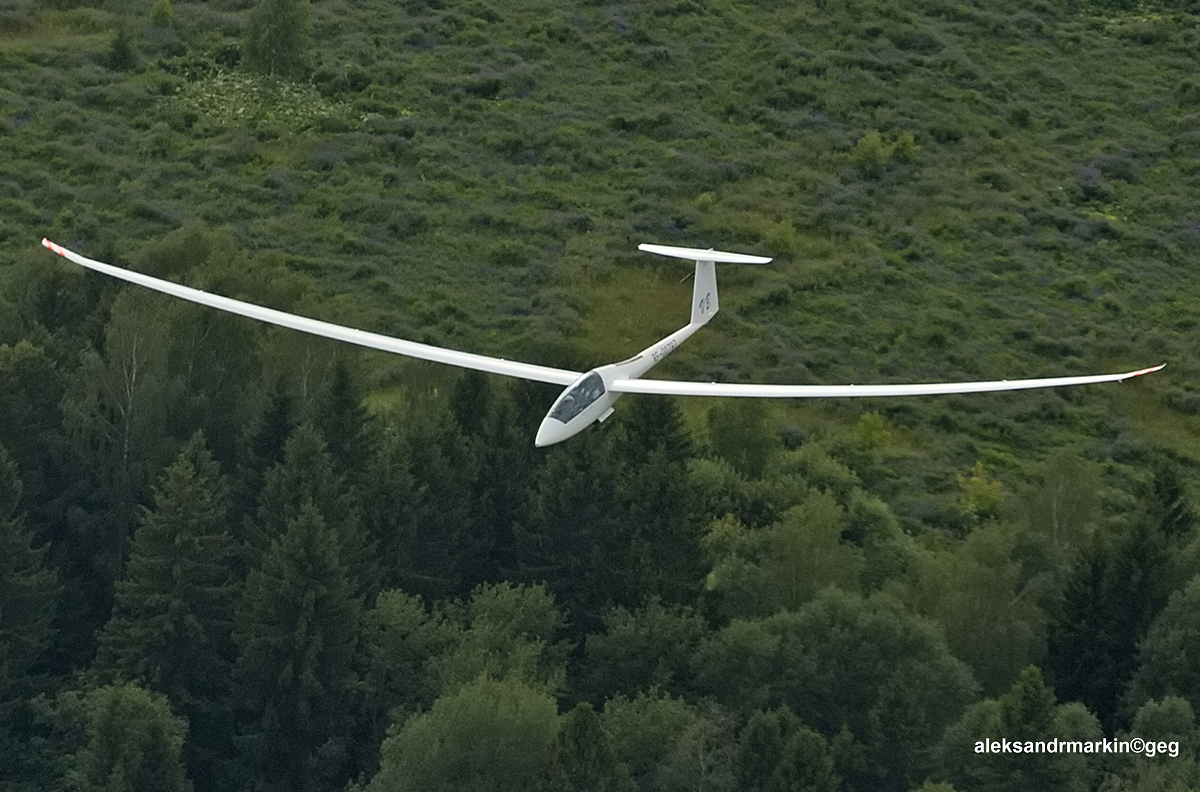
Schempp-Hirth Nimbus 4

Le vent soufflant contre une ligne de crête, une montagne, une chaîne de montagnes ou même une masse d'air peut déclencher des vagues qui se forment sous le vent par le même mécanisme hydraulique qui forme des ondes stationnaires en aval des pierres dans des eaux peu profondes et rapides. Plus particulièrement, les ondes orographique sous le vent se produisent lorsqu'un vent de 25 nœuds (46 km/h) souffle sur une montagne. À condition qu'il y ait une augmentation constante de la force du vent avec l'altitude sans changement significatif de direction, des ondes stationnaires peuvent être créées. L'ascendance ondulatoire a été découverte en 1933 par Wolf Hirth et l'un de ses étudiants en Allemagne. Bien qu'il n'ait pas compris le phénomène à l'époque, le 25 octobre 1938, Barringer effectue probablement le premier vol d'onde aux États-Unis, atteignant une altitude de 9 500 pieds (2 896 mètres) dans le chaînon Presidential, (mont Washington), en décollant de l'aérodrome de North Conway,,. Dès 1940 John C. Robinson réalise des vols profitants des ondes orographiques ;et le 1er janvier 1949, il établit un record mondial de gain d'altitude de 7 376 m (24 200 pieds) en volant de Bishop, à Edwards en Californie; sur ce même parcours, en 1949, il atteint une altitude de 10 302 mètres (33 800 pieds) pour un record mondial d'altitude absolue pour lequel il reçoit le Médaille Lilienthal. Les vagues atteignent des hauteurs bien supérieures à l'obstruction d'origine et peuvent donc permettre aux planeurs de grimper dans la stratosphère. Les pilotes utilisent de l'oxygène supplémentaire pour éviter l'hypoxie car la plupart des planeurs n'ont pas de cockpit pressurisé. Cet ascendance est souvent marqué par de longs nuages lenticulaires stationnaires perpendiculaires au vent. Une vague de montagne a été utilisée pour établir le record de la plus haute altitude par un planeur lorsque Jim Payne et Tim Gardner ont grimpé à une altitude de 22 657 mètres (74 334 pieds) le 2 septembre 2018 au-dessus d'El Calafate, en Argentine, dans le Windward Performance Perlan II (en) spécialement conçu à cet effet. Le record du monde de distance de 3 008 km (1 869 milles terrestres) par Klaus Ohlmann établi le 21 janvier 2003 a également été parcouru en utilisant des ondes de montagne en Amérique du Sud.

## Histoire des matériaux
Les planeurs les plus anciens ont utilisé comme pour les avions du bois et du tissu ; de l'acier sous la forme de cadre tubulaire sera employé dans les planeurs de début. L'aluminium va être employé pleinement par les premiers planeurs de Schweizer Aircraft en 1939; les matériaux composites renforcé de fibre de verre et de fibre de carbone seront ensuite utilisés après la Seconde Guerre mondiale. La première cellule complète de planeur en composite (fibre de verre renforcé de résine polyester) a été produite par l'Akaflieg Stuttgart en 1954 (l'Akaflieg Stuttgart fs24 « Phoenix » effectue son premier vol le 27 November 1957). Le plastique renforcé de fibres (GFRP) peut être utilisé dans la construction amateur, tandis que la peau externe est recouverte de gelcoat qui donne sa finition au planeur. La résine habituelle de choix pour les constructions de ce type est l'ester vinylique. Certains planeurs haute performance emploient des composites avancés, une combinaison de sandwich époxy/carbone/aramide. Les composites époxy renforcés de carbone et d'aramide ont une densité inférieure à ceux renforcés de fibres de verre.

## Histoire des records
Liste sélective de records toutes catégories
| Date             | Record de durée | Record de distance                                              | Record d'altitude | Zone        | Commentaire |
| ---------------- | --------------- | --------------------------------------------------------------- | ----------------- | ----------- | --- |
| 1911             | 9 min 45 s.     |                                                                 |                   | Monde       | L'Américain Orville Wright à Kitty Hawk |
| 3 mai 1927       | 14 h 07 min.    | 455,8 km distance aller-retour                                  |                   | Monde (FAI) | L'Allemand Ferdinand Schulz sur le Westpreußen, au Küstenflugwettbewerb de Rossitten (de). Le même jour il produit un record de vitesse sur circuit fermé sans atterrissage supérieure à 1 km: 10 km à 54,45 km/h, et un record de durée à 14 h 07 min.                  |
| 17 décembre 1931 | 21 h 34 min.    | 600 km                                                          |                   | Monde (FAI) | L'Américain William A. Cocke, Jr sur le Nighthawk vole de Honolulu à Buenos Aires en Argentine; record FAI de durée, étrangement rangé dans la catégorie « Duration without landing returning to the start point ». Barringer ne le reprend pas comme record américain,. |
| 25 juin 1934     |                 | 255 km ligne droite                                             |                   | Monde (FAI) | Richard C. du Pont, de Elmira à Basking Ridge. |
| 27 mai 1937      |                 | 652 km ligne droite                                             |                   | Monde (FAI) | Le Russe Viktor Rastorguev (ru), sur un planeur GN-7 conçu par G. F. Groshev, dans un vol de Touchino à Yarigenskaya en URSS. Rastorguev avait le même mois établi deux records de 540 km et 602 km.                                                                     |
| 6 juillet 1939   | 8 h et 25 min.  | 749 km ligne droite                                             |                   | Monde (FAI) | La Russe Ol'ga Vasil'evna Klepikova (de). Le planeur de Klepikova a été remorqué à Moscou à une altitude de 1 000 mètres. Elle a pris de l'altitude pendant une heure, elle s'est ensuite dirigée vers Stalingrad. Record de distance ligne droite,.                     |
| 21 janvier 2003  |                 | 3 008 km Distance libre en utilisant jusqu'à 3 points de virage |                   | Monde (FAI) | L'Allemand Klaus Ohlmann sur Schempp-Hirth Nimbus 4 DM. Chapelco, Aéroport de San Martin de los Andes (Argentine). |